# Кишинёвский троллейбус
Кишинёвский троллейбус (рум. Rețeaua de troleibuze din Chișinău) — транспортная система в городе Кишинёв, столице Молдовы. Является крупнейшей на территории страны и одной из самых крупных в Европе. Непрерывно работает с 1949 года. На момент марта 2022 находится во владении государственного предприятия «Regia Transport Electric Chișinău» или сокращённо — RTEC.

## История

### 1949—1960 годы
В 1949 году городской Совет Кишинёва принял решение об организации в городе троллейбусного движения. Официальной датой появления троллейбуса в Кишинёве считается 12 октября 1949 года. Именно в этот день состоялся запуск первого маршрута (№ 1), проходившего от Медицинского университета до улицы П. Ткаченко (ныне Чуфля) по проспекту В. Ленина (ныне бульвар Штефан чел Маре). 7 ноября того же года маршрут был продлён до железнодорожного вокзала. На линии работали 6 машин модели МТБ −82Д (одна из сохранилась на сегодняшний день, находится на территории троллейбусного парка № 1). Длина пути составляла 6,6 км (в однопутном исчислении). Контактная сеть троллейбуса питалась от одной тяговой подстанции мощностью 600 кВт.
Из хроник газет того времени: «Была открыта новая страница в истории городского транспорта(…). Шелестя широкими шинами по асфальту, он [троллейбус] пронёсся по проспекту Ленина. Глядя на новенький жёлтый троллейбус, кишинёвцы поняли: трамваю пришёл конец. Но никто не огорчался его кончине. (…) Теперь трамвай уступил дорогу своему младшему, более быстрому, удобному и… тихому собрату. (…) С того памятного дня прогрессивный вид электротранспорта все увереннее прокладывал себе дорогу.»
В 1950 году количество машин достигло 12, длина маршрута достигла 8,8 километра. Трамвайно-троллейбусное депо, бывшее некогда в собственности Бельгийского Акционерного Общества, располагалось на пересечении улиц Колумна и Михай Витязул.
Фраза «везде трамвай заменим на троллейбус» была главным лозунгом тех лет. Первые линии проводов были проложены по улицам, где до этого ходил трамвай, а именно: ул. М. Когэлничану (1954), ул. А. Пушкина (1959), ул. В. Александри (1957). Ввиду существования движения трамвая по улице Армянская, новая троллейбусная линия была построена уже на соседней параллельной ей улице Тигина (1954).
На бульваре Штефана чел Маре, а позднее и на других улицах были демонтированы трамвайные пути. В 1959 году открылся Троллейбусный парк № 1, количество троллейбусов достигло 50. В 1961 году трамвайное движение в Кишинёве было полностью прекращено, троллейбус остался единственным видом электротранспорта в городе.
Бывшее трамвайное депо переоборудовано в ремонтно-механические мастерские (РММ) с возможностью осуществлять эксплуатационный и капитально-восстановительный ремонт троллейбусов. В настоящее время там же производится сборка троллейбусов из машинокомплектов, поставляемых из Белоруссии.

### 1961—1975 годы
После Ясско-Кишинёвской операции 1944 года большая часть города (примерно 75 %) была разрушена, возникла необходимость в восстановлении промышленности и жилого фонда. После окончания реконструкции города основные усилия граждан и управляющих органов были направлены на прокладывание и трассировку новых маршрутов. С 1961 по 1966 год транспортная сеть расширилась более чем в 2 раза. В 1962 году троллейбус поехал по Мунчештскому шоссе, с 1960 — через мост по бульвару Национального Возрождения до Рышкановки. В этом же году запущен маршрут по улице Каля Ешилор до парка «Алунелул», а в 1963 — по улицам Тудор Владимиреску и Узинелор до конечной остановки «ЖБИ-4» (ныне «Asociația Beton Armat»). К 1960 г. троллейбус обслуживал 68,3 % жителей города.
Под руководством городских властей и лично директора предприятия Мони Гольдштейна 10 января 1966 года был открыт троллейбусный парк № 2, обслуживающий на данный момент 120 троллейбусов и 8 маршрутов, из которых 2 — частично. На троллейбусе можно было доехать до таких районов, как Ботаника, Буюканы, а также до Телецентра. Также в этот период было заасфальтировано множество улиц, вследствие этого существенно увеличилась средняя скорость общественного транспорта. Несмотря на появление автобусного (1946) и маршрутного (1966) сообщения, именно троллейбус выполнял основную транспортную функцию в городе, им пользовались 68,7 % кишинёвцев, в то же время автобусом — 31,3 %. К концу 1966 г. в Кишинёве насчитывалось 105 троллейбусов с общим пробегом 4891000 км, из которых 62 ежедневно выходили на линию.
По состоянию на 1970 год основной эксплуатируемой моделью стал Зиу-5Д 1966—1968 года выпуска (один из троллейбусов этой модели сохранился на сегодняшний день), в то же время «старички» модели МТБ-82Д, работавшие но тот момент около 20 лет, постепенно списывались.
Из книги Е. Д. Габуния «Наш Кишинёв», изд. 1970: «Из любого конца города в другой можно попасть на троллейбусе.(…) [Он] стал основным видом городского транспорта. Протяжённость его двусторонних маршрутов достигает 40 км. Около 100 млн пассажиров перевозят ежедневно 200 машин, принадлежавших двум городским троллейбусным паркам. (…) Скоро троллейбусные маршруты пройдут по новым улицам (…)».
Из справочника «Кишинёв», изд. 1972: «Сейчас в столице Молдавии 12 троллейбусных маршрутов. Они протянулись более чем на 80 километров и перевозят почти 70 процентов всех пассажиров в городе. В нынешней пятилетке в Кишиневе троллейбусное сообщение получит дальнейшее развитие. Только в 1971 году троллейбусная сеть удлинилась почти на десять километров. В скором времени троллейбусы будут ходить до улиц Свободы и Энгельса. Продлилась рышкановская магистраль от бульвара Карла Маркса до улицы Студенческой. Намечено строительство небольшого кольца от площади Воссоединения по улице Алёшина до улицы Калинина и дальше по Измайловской к проспекту Ленина. После расширения улицы Тимошенко троллейбус обогнёт ул. Зелинского и дойдёт до проспекта Мира. Предполагается также организовать двустороннее движение по улице Роз».
К 1973 году троллейбус был запущен через промзону на Чеканах (улицы Узинелор, Волунтарилор, Мештерул Маноле; тогда Заводская, Волкова и Добровольского соответственно). Запуск пассажирского транспорта послужил активному развитию нижних Чекан. Позднее была открыта линия по улице А. Руссо (бывшая Федько) — ещё одна связь между Рышкановкой, Чеканами и центральной частью города.
Спустя год троллейбус поехал по бульварам Тимошенко и Советской Армии (ныне Дечебал и Траян). Маршрут проходил через ж/д вокзал; виадука, соединяющего ул. Чуфля и бульвар Дачиа, ещё не существовало. Вот, как это событие описывалось в газете: «За (…) короткий срок был построен участок улицы Тимошенко, реконструирована проезжая часть бульвара Советской Армии. Новая (…) линия пересекает районы (…) застройки, проходит рядом с промышленными предприятиями. (…) Общая протяжённость троллейбусных сетей только в этом году увеличилась на 15 км.»
В 1973—1975 на улицах появилась новая, усовершенствованная модель Зиу-9Б. ТС этой модели отличались большей вместительностью, а также высокой скоростью (до 60 км/ч).

### 1976—1990 годы
Период с середины 70-х до конца 80-х годов является расцветом троллейбусной системы Кишинёва. К 30-летию троллейбусного управления (1979 год) насчитывалось 353 машины, из которых 257 ежедневно обслуживали город. 127 км контактной сети поддерживались в рабочем состоянии тяговыми подстанциями общей мощностью 34000 кВт. В год перевозилось 147 млн пассажиров, общий пробег ПС составлял 19,3 млн километров. В Троллейбусном Управлении работали 1810 человек, 716 из которых являлись водителями. Примечательно также, что 53 работника были ветеранами Великой Отечественной войны, а ещё один из них был награждён Орденом Ленина.
В 1980 г. мощность 1-го и 2-го троллейбусных парков увеличилась с 50-60 до 100 машин, годом ранее было начато строительство 3-го троллейбусного парка на 200 машино-мест. Располагаясь на пересечении улиц Мештерул Маноле и Сарджидава, он является самым крупным на сегодняшний день и обслуживает 35 % подвижного состава.
Параллельно шла прокладка новых маршрутов. В частности, была сдана в эксплуатацию линия по участку улицы Гренобля, соединившая микрорайон Телецентр с Ботаникой (1979 г.). В 1983 г. открылся маршрут № 20, проходивший от 2-го троллейбусного парка до бульвара Дечебал по улицам Кодица (ныне Буребиста) и Старого (ныне Сармизегетуса). Троллейбус проезжал не только через жилую зону, но и через фабрики (заводы) «Franzeluța», «Giuvaer», «Etalon» и др.
Наблюдался некоторый спад процентного отношения жителей, пользующихся троллейбусом, с 68,7 % (1970) до 61,9 % (1980) и 57,7 % (1982). Снижение роли троллейбуса как городского транспорта объясняется, однако, не отсутствием его развития, а резким увеличением автобусной и маршрутной сети.
В 1984 г. троллейбус поехал по улицам Михай Витязул, Петрикань и Богдан Воевод; они обслуживались недавно открывшимися маршрутами № 21, № 23. Данный путь позволил добраться от Буюкан (Скулянки) до Рышкановки и Чекан за более короткое время, минуя центр города.
С 1985 г. троллейбусы маршрутов № 3, № 4 и № 15 поехали по улицам Константин Стере и Василий Лупу (с улицы Михаила Когэлничану до улицы Виссариона Белинского).
Новое событие в истории Кишинёва — открытие троллейбусного парка № 3 — состоялось в августе 1986 г. В течение нескольких месяцев часть маршрутов — № 7, № 9, № 13, № 16 — переведена на обслуживание из 2-го троллейбусного парка в новый, только начавший свою работу. Ему также стали принадлежать маршруты № 21 и № 23. В этом же году все троллейбусы модели Зиу-5Д, находившиеся на службе от 13 до 20 лет, были отстранены от маршрутов и списаны (за исключением единственной машины № 66, использовавшейся в качестве грузового троллейбуса и в дальнейшем ставшей музейным экспонатом). Последний билет на троллейбус этой модели был продан 11 марта 1986 г., позднее билеты такого формата не выпускались.
На январь 1986 г. в Кишинёве действовало 20 троллейбусных маршрутов. Длина одиночной контактной сети составила 140 км, подвижной состав насчитывал около 400 машин. Ежедневно на всех маршрутах курсировало 270 машин, перевозя за год в среднем 145,8 млн пассажиров. В том же году троллейбус запущен по улице Энгельса (ныне Алба-Юлии) до Полтавского (Балканского) шоссе.
Маршрут № 24, проходивший по Кутузовскому проспекту (ныне бульвар Мирча чел Бэтрын) является последним, открывшимся при советской власти (10 марта 1988 г.).

### 1991—2007 годы
Несмотря на тяжёлое экономическое положение, в течение последующих лет продолжилось прокладывание новых троллейбусных линий. В 1996 году маршрут № 18 был продлён от бульвара Траян до «Ворот города» вдоль бульвара Дачия. В честь этого события были закуплены 4 новых сочленённых троллейбуса марки ЮМЗ Т1, участвовавшие в демонстрации. Год спустя, построен участок линии от Южного автовокзала до Скинос, длина маршрутов № 9, № 17 увеличилась примерно на 1,8 км в однопутном исчислении.
С 1996 г. по 2004 г. Кишинёв приобрел 39 троллейбусов моделей «Škoda 14TrDT/6M» и «Škoda 14Tr13/6M». В каждый из парков поступило по 13 машин данной модели.
Во второй половине 90-х гг. происходила реконструкция улицы Измаил с расширением проезжей части до 4-х полос в каждую сторону и строительством отдельной полосы для пассажирского транспорта. Открытие улицы было ко Дню Города, 4 октября 1998 г. Через год (14 октября 1999) было возобновлено троллейбусное движение и на реконструированной улице Чуфля.
В течение 2000 г. построена троллейбусная сеть до микрорайона Старая Почта, запущены троллейбусные маршруты № 25, № 26 (работал только по будням в часы пик) и № 27 (работал только по будням в часы пик, также некоторое время — приостановилось). В первой половине 2000-х гг. некоторые маршруты (как № 2, 3, 11, 14, 18, 19, 23) подверглась серьёзным изменениям. В связи с этом изменений, возобновлен маршрут №2 после четырёхлетнего отсутствия, и как по прежнему — кольцевая, маршрут №3 продлил до улицу Миорица, №5 и 23 (как вновь) — до ресторан «Бутояш» вдоль улицу Каля Ешилор, №14 вновь продлили на Рышкановку до конечная «Strada Studenților» вдоль Московский проспект, вместо №11 который на недолгие годы — приостановилось, а маршрут № 18 — до Парка Алунелул на Скулянке. В то же время, отменяется маршрут № 19, соединявший Ботанику и Северный Автовокзал, и возобновлен как раз в мае 2011 г. Увеличение численности населения города Дурлешты и его территориальная близость к столице способствовала появлению троллейбусной линии № 28 (февраль 2001 г.), проходившей по улицу Тудор Владимиреску (Дурлешты) и ставшей единственной пригородной на тот момент. Также был продлён маршрут № 6, курсировавший по будням в часы-пик (до 2006 г.). 4 февраля 2002 г. с небольшими изменениями, вновь курсировал маршрут № 11 от Рышкановку до ресторан «Бутояш» вдоль улицу Каля Ешилор с режимом работы по будням в часы-пик и маршрут № 14, который ранее работал только по будням, примерно во время пробках, тогда снова курсировал и по выходным. В то же время маршрут № 23 вновь сокращается до Парка Алунелул на Скулянке, а маршрут № 26 на некоторое время также работал и по выходным согласно специальному графику. Чуть позже, в то же время маршрут №18 вновь сокращается до улицу 31 Августа 1989. 14 октября 2003 г. в Дни Города Кишинёва, была продлена контактная сеть по бульвару Мирча чел Бэтрын от ул. Игор Виеру до ул. Ион Доменюк. Там же появилась конечная остановка маршрутов № 13, № 23, № 24, № 26. 15 июня 2006 г. начал свою работу маршрут № 29, соединив микрорайон Петриканы с центром города. На сегодняшний день этот маршрут является последним из запущенных «не автономных», троллейбусы которого полностью питаются от контактной сети. В это же историю маршрутов № 15 и № 16 также вводись режим работы по будням в час-пик.
В 2005—2006 г. с небольшими изменениями, маршрут №17 перемещает поворачивает на право c улицу Измаильская по проспекту Кантемира, а также продлить до конечной остановки в микрорайоне Скиноаса-2 вдоль Хынчештское шоссе.
В 2006 г. происходила реконструкция улицы Халиппа с расширением проезжей части до 2 или 3-х полос в каждую сторону и строительством отдельной полосы для пассажирского транспорта. Открытие улицы было за неделю до Дни Города, 8 октября 2006 г., когда возобновлено троллейбусное движение и на реконструированной улице Измаил (между улицу Когылниичану и 31 Августа 1989).
Из Генерального плана муниципия Кишинёв: «В 2005 г. объём пассажиров, перевезённых [компанией] RTEC, составил 187,78 млн. (…) „RTEC“ обслуживает 26 маршрутов, из которых 25 пересекают центральную часть города, [их суммарная длина] составляет 523,6 км или 17,2 % [длины] сети дорог и улиц. 3 троллейбусных парка содержат 328 единиц [транспорта] с общей вместимостью 27400 мест, из которых ежедневно на маршруты выходят 280 единиц. [Транспортные средства] имеют высокую степень физического и морального износа. Примерно 22 % троллейбусов имеют срок эксплуатации более 20 лет, 52 % — до 15 лет и только 16 % — до 5 лет. Помимо проблем, связанных с износом транспортных средств, RTEC сталкивается с проблемой обеспечения быстрого трафика и с трудностями маневрирования троллейбусов, имеющих большие габариты.»
Вопрос изношенности подвижного состава был частично решён в 2006 г . с приобретением 20 единиц транспорта модели ЮМЗ Т2, 5 из которых поступили в 1-й троллейбусный парк и ещё 15 — во второй. Также был закуплен троллейбус БКМ-32102, ставший первым низкопольным троллейбусом данной модели в Кишинёве, который вышел на линию, в октябре 2005 г. Были приобретены также троллейбусы ВМЗ-5298-20 (2 шт.) и ЗиУ-682Г-016.03 (1 шт.). Попытки наладить местную сборку троллейбусов, не увенчались успехом.
23 мая 2007 г. состоялось торжественное открытие маршрута № 4, продлённого до Ботанического сада по ул. Независимости и бульвару Дачиа.

### 2008—2015 годы
В период с 2008 г. по 2011 г. развитие кишинёвского троллейбуса приостановилось. Планы по продлению к/с до аэропорта, посёлка Ставчены, города Яловень и города Криково, входящих в состав муниципия, не были реализованы. Одновременно встал вопрос о закупке новых троллейбусов, поскольку большая часть подвижного состава устарела. У 250 троллейбусов завершился срок эксплуатации. Также, маршрут №15, который с режимом работы по будням в часы-пик, в последние годы его выходы количество некоторых единицы на этот маршрут было сильно сократились, а его режим работы было только один рейс по утренние будни, но позже — отменились.
Эксперименты по изменению маршрутов, проводившиеся в 2011 году, не имели положительного итога. Временно отменённый маршрут № 8 18 июля был вновь возвращён на линию. Маршрут № 19, соединявший Ботанику и Рышкановку и ходивший чуть более полгода, отменён 3 ноября 2011 г. 6 мая 2011 г. отменён маршрут № 15 в связи с продлением маршрута № 22 до конечной остановки «Grădina Botanică» вдоль бульвара Дачиа, в то же время значительно сократились, а позже отменились (1 декабря 2011 г.) выходы на маршрут № 18. Маршрут № 28 продлён до железнодорожного вокзала вместо маршрута № 22.
Летом 2011 г. по ул. М. Когэлничану установлено одностороннее движение, маршруты № 3 и № 4 были перемещены на ул. Букурешть.
3 ноября 2010 года было принято решение о замене существенной части подвижного состава на современные низкопольные троллейбусы производства белорусской фирмы «Белкоммунмаш» БКМ-32102 и о закупке 102 машин этой модели для нужд города.
28 апреля 2011 г. состоялась презентация и официальный выход на линию первых 22 новых троллейбусов модели БКМ-321, купленных на кредит Европейского банка реконструкции и развития. Остальные машины были поставлены к июню 2011 г. Новые троллейбусы вышли на 22-й маршрут. Для водителей, пересевших на новые троллейбусы, была введена новая униформа с синими рубашками и галстуками.
15 октября 2011 г. в Кишиневе на Площади Великого Национального Собрания состоялась торжественная церемония по случаю поступления всех 102 троллейбусов БКМ-321. После выступления представителей завода «Белкоммунмаш», официальных лиц Посольства Республики Беларусь в Молдавии, и генерального примара Кишинёва состоялась символическая передача ключей от новых троллейбусов. После этого состоялся троллейбусный парад, по площади проехали все поступившие троллейбусы БКМ-321, три из которых были ещё в заводском состоянии и не имели бортовых номеров.
Спустя год была налажена местная сборка троллейбусов в ремонтно-механических мастерских (РММ) на базе поставляемых машинокомплектов. Первый собранный в Кишинёве троллейбус (бортовой номер 3862) торжественно вышел на улицы города 17 июля 2012 г. В период с 2012 г. по 2020 г. было собрано 165 троллейбусов в среднем по 20 единиц в год при максимальных возможностях 50 машин ежегодно.
Из отчёта деятельности Генерального Управления Транспорта: «В течение 2012 г. население муниципия Кишинёв обслуживали 22 троллейбусных маршрута. (…) Ежедневно выходили на линию в среднем 263 троллейбуса (…), которые работали до 23:00. (…) Было перевезено 96,3 млн пассажиров, из которых платно — 76,5 млн. (80 %), бесплатно — 19,8 млн. (20 %)».
2 января 2013 с небольшими изменениями вновь введён маршрут № 27 от Старой Почты до кинотеатра «Флакэра» с режимом работы по будням в часы-пик. С 09 июля 2014 г. маршрут № 24 продлён от Государственного университета до ул. Миорицы, расположенной на Телецентре. 1 ноября 2014 г. маршрут № 14 был закрыт с последующим запуском маршрута № 11, курсирующего до ул. Каля Ешилор на Скулянке. 15 декабря 2015 г. отменён маршрут № 1, вместо этого маршрут № 28 продлили до ул. Зелинского и ул. Сармизегетуса. Позже (1 октября 2017 г.) данный маршрут перенумерован в № 1.
К концу 2015 г. началась постройка новой троллейбусной линии, проходящей по улицам Колумна (от ул. Митрополит Гавриил Бэнулеску-Бодони до ул. В. Александри) и В. Александри (от ул. Колумна до ул. М. Когэлничану) в объезд Площади Великого Национального Собрания. Первый участок линии сдан в эксплуатацию в 2016 г., позднее по нему стали курсировать троллейбусы маршрутов № 20 (с 1 июня 2019 г.), № 24 (с 1 ноября 2021 г.), № 35 (с 4 февраля 2019 г.), № 36 (с 8 февраля 2019 г.).

### С 2016 года
С 1 февраля 2016 года в двадцати пяти кишинёвских троллейбусах была подключена услуга бесплатного интернета Wi-Fi. По планам, до 1 июня данная услуга должна была быть доступна ещё в 200 из 300 троллейбусов города. Тем не менее, эти планы не были осуществлены.
С 5 июля 2016 г. запущена программа «ночной транспорт», в ходе которой троллейбусы маршрутов № 22, № 24, а позже (с 31 января 2019 г.) и № 8 стали курсировать до 01:00 как в летний, так и в зимний период. В связи с распространением COVID-19 данная программа была отменена в марте 2020 г.
С приобретением первой партии из 5-ти троллейбусов с автономным ходом (осень 2016) и установкой аккумуляторов на экспериментальный троллейбус (№ 3865, лето 2015) высказывались предложения по организации автономных маршрутов в жилые зоны, плохо обеспеченные общественным транспортом, преимущественно в пригороды Кишинёва.
27 июня 2017 г. состоялся торжественный запуск первого в истории города автономного троллейбусного маршрута (№ 30), следующего до международного аэропорта по бульвару Дачиа. На маршрут вышли 5 машин, недавно прошедшие обкатку. Длина маршрута составила 14,26 километров (в однопутном исчислении), период оборота — 101 минута с интервалами 20-25 минут в часы пик.
В 2018 г. были запущены ещё четыре маршрута с троллейбусами на автономном ходу, а именно:
- 7 мая — маршрут № 31 — в город Сынжера[23] (отменён 30 ноября 2022 — дата последнего рейса).
- 10 сентября — маршрут № 32 — в коммуну Ставчены
- 10 сентября — маршрут № 33 — до Аграрного университета (изменён 14 января 2019, отменён 7 февраля 2019 — дата последнего рейса).
- 19 ноября — маршрут № 34 — в коммуну Трушены.

В январе 2019 г. сдана в эксплуатация станция для подзарядки троллейбусов, расположенная на конечной остановке г. Сынжера. Строительство станции обусловлено большой протяжённостью маршрута (17,97 километров в одном направлении, большую часть дистанции троллейбус преодолевает на автономном ходу), и как следствие, глубоким разрядом батарей, особенно в зимний период.
15 января 2019 запущен маршрут № 12, соединяющий Чеканы и Центр и являющийся укороченной версией маршрута № 24. Решение о запуске принято по результатам онлайн-голосования. Одновременно сократилось количество рейсов маршрута № 24.
В период с 3 по 6 апреля 2019 г. в рамках выставки «Moldenergy» состоялась презентация «Экологического троллейбуса» — троллейбуса с батареями автономного хода, кондиционером, 4-мя USB-портами для подзарядки телефонов и 4-мя камерами видео наблюдения, три из которых находятся в салоне троллейбуса. Длина автономного хода составляет 30 километров.
В течение 2019 г. были запущены следующие маршруты на автономном ходу:
- 4 февраля — маршрут № 35 — в город Дурлешты
- 8 февраля — маршрут № 36 — в город Яловены (продлен 9 ноября 2020).
- 25 марта — маршрут № 37 — коммуну Бубуечь (продлен 1 февраля 2021).

22 января 2020 г. был перезапуск маршрута № 16, ранее отменённого в сентябре 2019 г. На маршруте работают 4 машины с автономным ходом с интервалом 35 — 40 минут. Троллейбусы проезжают также по улицам Вадул-луй-Водэ и Мария Дрэган.
В целях предотвращения и сокращения распространения вируса COVID-19 в Кишиневе, а также для защиты детей в общественном транспорте, с началом учебного года на маршрутах № 8, 10, 22, 24 и 25 были введены рейсы, предназначены исключительно для перевозки детей и сопровождающего взрослого (при необходимости) в школы и детские сады. Однако с сентября 2021 г. данная мера была исключена, поскольку «оказалась недостаточно востребованной и экономически нецелесообразной».
В октябре 2020 г. в Кишинёв поступили 5 новых сочленённых белорусских троллейбусов БКМ-433.030 производства «Белкоммунмаш». Презентация новых машин с участием примара Кишинёва И. Чебана прошла 13 октября 2020 г. На следующий день новые троллейбусы вышли на маршруты города.
9 ноября 2020 г. маршрут троллейбуса № 36 был продлен на 3 км по улице «Штефан чел Маре ши Сфынт» до окраины г. Яловень. По словам примара Кишинева, «это [было] необходимо, так как у многих граждан, живущих здесь, нет доступа к общественному транспорту. При этом более 70 % населения Яловен работает в столице».
В декабре 2020 года в Кишинев поступили купленные в Риге б/у 5 шарнирно-сочленённых троллейбусов модели Solaris Trollino 18 и 20 дуобусов Skoda 24Tr Irisbus. Презентация купленных на аукционе троллейбусов с их последующим выходом на маршрут состоялась 31 декабря 2020 г.
1 февраля 2021 года маршрут троллейбуса № 37 был продлен на 2 км. в пределах коммуны Бубуечь по улицам М. Еминеску, 27 августа и Т. Бубуйог. Такое решение было принято после того, как в адрес мэрии поступило множество запросов от жителей поселка.
30 июня 2021 г. был запущен маршрут № 38, соединяющий секторы Ботаника и Буюканы, который впервые проходит через ул. Албишоара, ранее не охваченной муниципальным общественным транспортом . На маршруте работают 10 машин с автономным ходом. Длина маршрута составляет 34 километра (полный круг) с интервалами 15—20 минут в часы пик. Троллейбусы проезжают также по улицам Ливиу Деляну, Николай Костин, Ион Пеливан, Виссарион Белинский (между улицами Иона Крянгэ и Иона Пеливан), Албишоара и Буребисты (между улицами Сармизегетузы и проспекта Дачии). Период полного оборота маршрута составляет 135 минут.
Весной 2021 г. сдан в эксплуатацию участок контактной сети по ул. Колумна, 21 июля запущен троллейбусный маршрут № 28, проходящий через данный участок и соединяющий микрорайон Старая Почта с сектором Ботаника. На маршруте работают 6 машин с интервалом 15-20 минут в часы пик.
4 октября 2022 г. после трёхлетнего отсутствия возобновлен маршрут № 33, обслуживающий микрорайон Дурлешты-2. На маршруте работают 2 машины с автономным ходом, интервал составляет 30 минут в часы пик.

## Современное состояние

### Общая характеристика

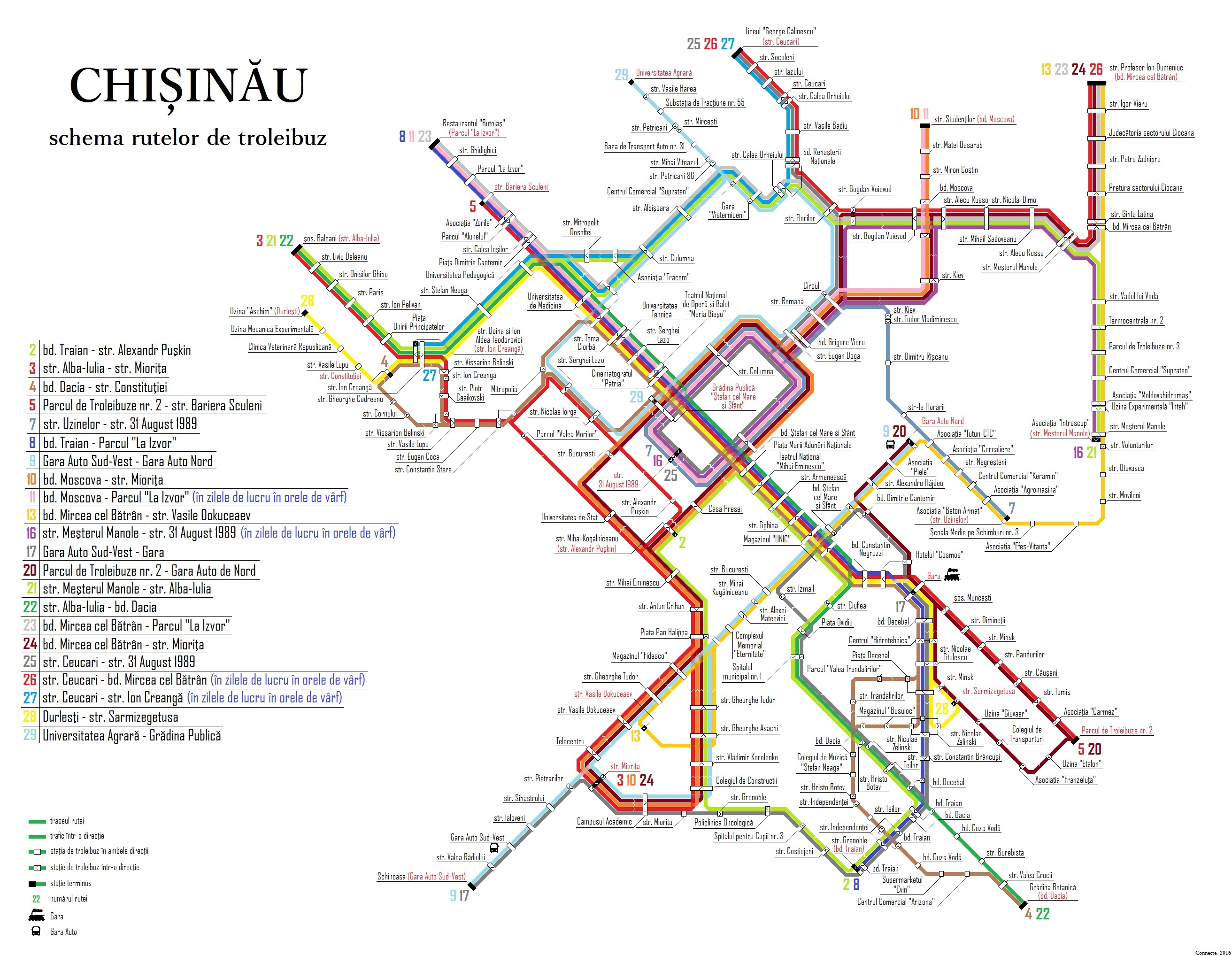
Карта маршрутов, составленная в 2016 г.

В Кишинёве действуют 32 троллейбусных маршрута. Время работы кишинёвского троллейбуса с 5 до 22 часов, маршруты 8, 12, 22 и 24 — до 01:21 часов. В настоящее время троллейбусная сеть города охватывает все сектора Кишинёва — от Южного автовокзала (южная окраина Кишинёва) до улицы Ион Думенюк в секторе Чеканы (северная окраина города), троллейбусное сообщение налажено между центром города и его спальными районами (Буюканы, Ботаника, Чеканы). С появлением автономных троллейбусов в 2017 году были открыты 9 новых маршрутов, позволяющих добраться до кишиневского аэропорта, а также до пригородов: Сынджера, Ставчены, Трушены, Дурлешты, Бубуечь. В начале февраля 2019 впервые за всю историю кишиневского троллейбуса было налажено непрерывное сообщение между Кишиневом и городом Яловены, не входящим в состав муниципия.
В рабочие дни на линии в часы пик выходят 332 троллейбуса. Протяжённость самого длинного маршрута (№ 31) составляет 37,6 км (в двупутном исчислении). Общая длина контактной сети — 287 км, ежегодный пробег троллейбусов составляет 20,0 млн км. Имеются 42 подстанции с общей мощностью 80 МВт. и 510 км подземных кабелей низкого и высокого напряжения.
Из отчёта членов администрации Кишинёва: «В 2019 г. (…) было обслужено примерно 145,6 млн пассажиров или 398,9 тыс. в день. Из них примерно 10,3 млн. [воспользовались] пригородными маршрутами. (…). Средняя наполняемость [салона] троллейбусов составила 78 %. (…). Одно транспортное средство обслуживает в среднем 1270 пассажиров ежедневно».
Компания «RTEC» является одним из самых больших транспортных предприятий в Республике Молдова, в состав которого входят 3 троллейбусных парка, служба электропередач, ремонтно-механические мастерские, служба движения, вычислительный центр, а также ещё 9 подразделений. В настоящий момент в «RTEC» работают 2530 сотрудников по более чем 90 профессиям и специальностям, из которых 661 являются водителями, 739 — кондукторами, 754 — рабочими и 315 — членами администрации.

### Подвижной состав
На данный момент в распоряжении предприятия находятся около 430 пассажирских троллейбусов.
Общественный транспорт представлен следующими моделями троллейбусов (по убыванию):
- БКМ-321 — 101 ед. (2011 г. выпуска, белорусская сборка)
- RTEC-62321М1 — 64 ед. (2012—2015 гг. выпуска, кишинёвская сборка)[41]
- RTEC-62321М2 — 60 ед. (выпускается с 2015 г. по настоящее время, кишинёвская сборка, оборудованы системой управления SDMC-103 фирмы «Informbusiness»)[42]
- RTEC 6232100DM3 — 40 ед. (выпускается с 2016 г. по настоящее время, Оборудован системой управления SDMC-103 фирмы «Informbusiness» и батареями автономного хода)
- Škoda 14TrDT/6M — 30 ед.
- ЗиУ-682Г [Г00] — 20 ед.
- ЮМЗ-Т2 — 20 ед.
- ЗиУ-682В [В00] — 11 ед.
- ЗиУ-682В-012 [В0А] — 10 ед.
- Škoda 14Tr13/6M — 9 ед.
- ЗиУ-682В, ЗиУ-683В01 — 5 ед.
- БКМ-433030 «Vitovt Max II» — 5 ед.
- ЗиУ-682В-013 [В0В] — 3 ед.
- БКМ 213, ЗиУ-682В10, ЮМЗ-Т1 — 2 ед.
- RTEC 624201M1, ВМЗ-5298.00 (ВМЗ-375), ЗиУ-682Г-016.03, ЗиУ-682УГ — 1 ед.
- Škoda 24Tr Irisbus — 20 ед.
- Solaris Trollino 18 — 5 ед.
- Phileas Trolley VDL — 2 ед.

Служебный ПС представлен двумя машинами КТГ-1 1983 г. и 1984 г. выпуска. Оба троллейбуса оборудованы автономным ходом с бензиновым двигателем внутреннего сгорания.
Учебный ПС представлен семью машинами различных моделей (БКМ-32102, ЗиУ-682В [В00], ЗиУ-682В, ВМЗ-5298-20, БКМ 321 — 2 ед.).
Имеются также 3 музейных троллейбуса, все находятся в рабочем состоянии, способны самостоятельно передвигаться, питаясь от контактной сети, регулярно проходят техосмотр:
- № 1, МТБ-82Д — 1 ед, (1949 г. выпуска)
- № 66, ЗиУ-5Д — 1 ед, (1966 г, выпуска)
- № 3333, ЗиУ-682В-012 [В0А] — 1 ед. (1989 г. выпуска).

Музейные троллейбусы используются и в качестве экскурсионных во время туристических поездок по городу. Так, 12 октября 2009 года в честь 60-летия кишинёвского троллейбуса на улицы города вышел полностью отреставрированный троллейбус № 1 МТБ-82Д. В этот день раритетный троллейбус с пассажирами прошёл по маршруту «Примэрия — Железнодорожный вокзал».
В различное время в качестве пассажирского ПС эксплуатировались троллейбусы моделей МТБ-82Д, ЗиУ-5Д, ROCAR E312, ЗиУ-5, ЗиУ-682Б.

### Троллейбусные парки

#### Троллейбусный парк № 1
Год открытия: 1959.
Адрес: Кишинев, ул. Митрополит Дософтей, 146.
Маршруты: № 3, № 10, № 22 (частично), № 27, № 29, № 30, № 33, № 34, № 35, № 38.
Количество троллейбусов: 139 ед.
Номера троллейбусов: 10**, 12**, 13**.

#### Троллейбусный парк № 2
Год открытия: 1966.
Адрес: Кишинев, шос. Мунчешть, 350.
Маршруты: № 1, № 2, № 4, № 5, № 8, № 17, № 20, № 22 (частично), № 28.
Количество троллейбусов: 131 ед.
Номера троллейбусов: 21**, 24**.

#### Троллейбусный парк № 3
Год открытия: 1986.
Адрес: Кишинев, ул. Мештерул Маноле, 8.
Маршруты: № 7, № 9, № 12, № 13, № 16, № 21, № 23, № 24, № 25, № 26, № 32, № 36, № 37.
Количество троллейбусов: 164 ед.
Номера троллейбусов: 37**, 38**, 39**.

### Конечные остановки
В настоящее время насчитывается 17 конечных остановок, из которых 12 оснащены диспетчерскими пунктами. В черте города находятся 11 остановок, в пригородах Кишинёва — 5, ещё одна остановка («or. Ialoveni») расположена за пределами муниципия.
| №  | Название                      | Годы работы | Обслуживаемые маршруты       |
| -- | ----------------------------- | ----------- | ---------------------------- |
| 1  | «Uzina «Aschim»               | с 2001 г.   | № 1, № 35                    |
| 2  | «Bulevardul Traian»           | c 1974 г.   | № 2, № 8, № 17               |
| 3  | «Șoseaua Balcani»             | с 1986 г.   | № 3, № 21, № 22, № 38        |
| 4  | «Grădina Botanică»            | с 1996 г.   | № 4, № 22                    |
| 5  | «Parcul de troleibuze № 2»    | с 1962 г.   | № 5, № 20, № 28, № 38        |
| 6  | «Asociația «Beton Armat»      | с 1965 г.   | № 7, № 13, № 16              |
| 7  | «Schinoasa»                   | с 1997 г.   | № 9, № 17                    |
| 8  | «Strada Studenților»          | с 1972 г.   | № 10                         |
| 9  | «Strada profesor I. Domeniuc» | с 2003 г.   | № 12, № 13, № 23, № 24, № 26 |
| 10 | «Liceul «George Călinescu»    | с 2000 г.   | № 25, № 26, № 27, № 28       |
| 11 | «Universitatea Agrară»        | с 2006 г.   | № 29                         |
| 12 | «Aeroportul Internațional»    | с 2017 г.   | № 30                         |
|    |                               |             |                              |
| 13 | «Strada D. Matcovschi»        | с 2018 г.   | № 32                         |
| 14 | «Satul Trușeni, centru»       | с 2018 г.   | № 34                         |
| 15 | «Stație terminus Ialoveni»    | с 2020 г.   | № 36                         |
| 16 | «Primăria comunei Bubuieci»   | с 2019 г.   | № 37                         |

В таблице учитываются только остановки, действующие на сегодняшний день. Также не учитываются разворотные кольца (как над одной проезжей части, так и вдоль нескольких улиц).

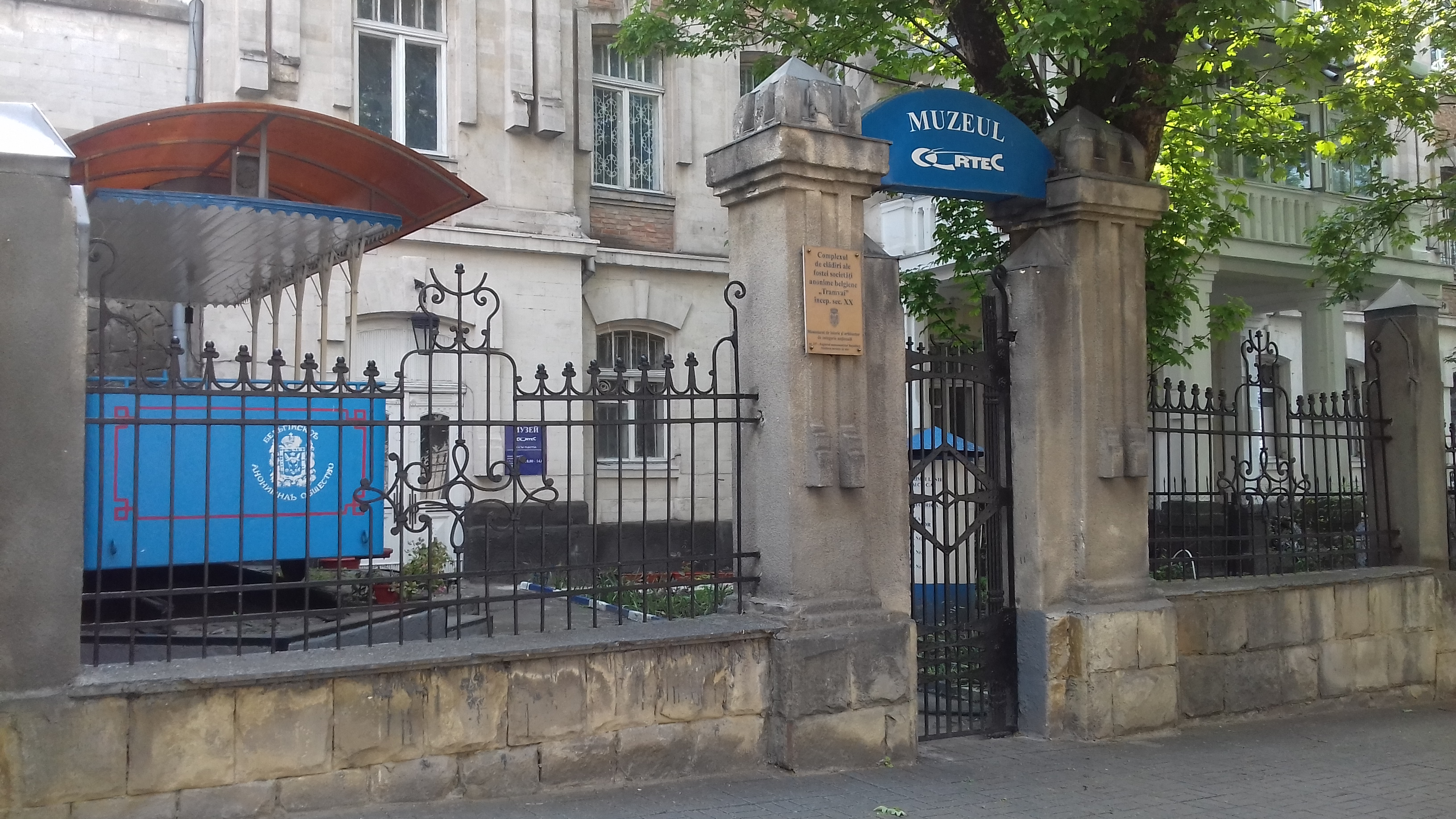
Музей трудовой славы «RTEC»

### Музей
Музей «Трудовой славы RTEC», открывшийся в 1974 г., посвящён истории развития электротранспорта в Кишинёве. Расположен на пересечении улиц Колумна и Михай Витязул, на территории бывшего трамвайного депо. Здание возведено с 1913 по 1916 гг. под руководством Бельгийского Акционерного Общества. В музее представлены различные экспонаты, большую часть из которых составляют исторические фотографии, схемы движения трамваев (до 1961 г.) и троллейбусов. Организуются экскурсии в как для отдельных лиц, так и для коллективов. Музей работает по будням с 10:00 до 14:00, вход бесплатный. Хранительница музея — Флоря Александра, бывшая директор троллейбусного парка № 1.

## Маршруты

### Маршруты на 1961 г.
К 1961 г. в Кишинёве действовали 4 троллейбусных маршрута:
| №  | Маршрут |
| -- | --- |
| 1  | Железнодорожный вокзал — Мунчештский Бульвар (ныне бульвар Гагарина) — Улица Фрунзе (ныне — улица Колумна) — Улица Свечная (ныне — улица Чуфля) — Проспект Ленина (ныне — проспект Штефана чел Маре) — Улица Куйбышева (ныне — Улица Каля Ешилор) — Улица Перекопская (ныне — Улица Бариера Скулень)                  |
| 1А | Железнодорожный вокзал — Мунчештский Бульвар — Улица Фрунзе — Улица Свечная — Проспект Ленина — Мединститут |
| 2  | Железнодорожный вокзал — Мунчештский Бульвар — Улица Фрунзе — Улица Свечная — Проспект Ленина — Улица Бендерская (ныне — улица Тигина) — Улица Пирогова (ныне — Улица Когэлничану) — ЦПКиО (ныне — Парк «Валя Морилор») — Улица Садовая (ныне — улица Алексея Матеевича) — Улица Мичурина (ныне — улица Сфатул Цэрий) |
| 3  | Парк имени Куйбышева (ныне — парк «Ла Извор») — Улица Куйбышева — Проспект Ленина — Улица Бендерская — Улица Пирогова — Улица Котовского (ныне — улица Василе Александри) — Детская Больница (обратно шёл через Комсомольскую улицу (ныне — улица Эминеску)).                                                         |
| 4  | Улица Крутая (ныне — улица Чиркулуй) — Центральный Луч (ныне — Проспект Григоре Виеру) —Улица Космонавтов — Улица Пушкина — Улица Садовая — Улица Котовского — Котовское Шоссе (ныне — шоссе Хынчешть) — Улица Докучаева — Костюженское Шоссе (ныне — улица Григоре Асаки).                                           |

### Маршруты на 1968 г.
К 1968 г. в Кишинёве действовали 12 троллейбусных маршрутов:
| №  | Маршрут |
| -- | --- |
| 1  | Улица Перекопская — Улица Куйбышева — Проспект Ленина — Бульвар Негруцци — Бульвар Гагарина — Улица Тимошенко (ныне — бульвар Дечебал) — Улица Зелинского — Улица Старого (ныне — улица Сармизегетуза)                                                                |
| 2  | ЦПКиО — Улица Садовая — Улица Мичурина — Улица Пирогова — Улица Гоголя (ныне — улица Митрополита Гавриила Бэнулеску-Бодони) — Проспект Ленина — Бульвар Негруцци — Бульвар Гагарина — Улица Тимошенко — Улица Зелинского (обратно через улицу Старого)                |
| 3  | Парк имени Куйбышева — Улица Куйбышева — Проспект Ленина — Улица Бендерская — Улица Пирогова — Улица Котовского — Котовское Шоссе — Новые Скиносы (обратно через улицу Докучаева и Дзержинского)                                                                      |
| 4  | Парк имени Куйбышева — Улица Куйбышева — Проспект Ленина —Бульвар Негруцци — Бульвар Гагарина — Улица Тимошенко (ныне — бульвар Дечебал) — Улица Зелинского —Проспект Мира (обратно через Улицу Роз)                                                                  |
| 5  | Троллейбусный Парк N2 — Мунчештская — Бульвар Гагарина — Негруцци — Проспект Ленина — Улица Бендерская — Улица Пирогова — ЦПКиО (обратно через Улица Садовая — Улица Мичурина)                                                                                        |
| 6  | Пл. Воссоединения (Пл. Димитрова) — Улица Димитрова — Улица Калинина — Проспект Молодёжи — Улица Космонавтов — Улица Пушкина — Улица Садовая — Улица Котовского — Котовское Шоссе — Новые Скиносы (обратно через улицу Докучаева и Дзержинского)                      |
| 7  | Завод ЖБИ-4 — Улица Заводская — Улица Калинина — Проспект Молодёжи — Улица Космонавтов — Улица Пушкина — Улица Садовая — Улица Котовского — Детская Больница (обратно через Улицу М. Еминеску)                                                                        |
| 8  | ЦПКиО — Улица Садовая — Улица Мичурина — Улица Пирогова — Улица Гоголя (ныне — улица Митрополита Гавриила Бэнулеску-Бодони) — Проспект Ленина — Бульвар Негруцци — Бульвар Гагарина — Улица Тимошенко — Улица Зелинского — Улица Хр. Ботева (обратно через Улицу Роз) |
| 9  | Завод ЖБИ-4 — Улица Заводская — Улица Измайловская (Измаильская) — Улица Бендерская — Улица Пирогова — Улица Котовского — Котовское Шоссе — Улица Докучаева (обратно через Улицу Дзержинского)                                                                        |
| 10 | Проспект К. Маркса — Московский Проспект — Улица Димитрова — Улица Калинина — Проспект Молодёжи — Улица Космонавтов — Улица Пушкина — Улица Садовая (обратно через Улица М. Еминеску — Улица Пирогова)                                                                |
| 11 | Проспект К. Маркса — Московский Проспект — Улица Димитрова — Улица Калинина — Проспект Молодёжи — Улица Космонавтов — Улица Пушкина — Проспект Ленина — Улица Куйбышева — Улица Перекопская                                                                           |
| 12 | Завод ЖБИ-4 — Улица Заводская — Улица Калинина — Проспект Молодёжи — Улица Космонавтов — Улица Пушкина — Проспект Ленина — Улица Гоголя — Улица Киевская |

### Маршруты на 1972 г.
К 1972 г. в Кишинёве действовали 12 троллейбусных маршрутов:
| №  | Маршрут |
| -- | --- |
| 1  | Улица Перекопская — Улица Куйбышева — Проспект Ленина — Бульвар Негруцци — Бульвар Гагарина — Улица Тимошенко (ныне — бульвар Дечебал) — Улица Зелинского — Улица Старого (ныне — улица Сармизегетуза) |
| 2  | ЦПКиО — Улица Садовая — Улица Мичурина — Улица Пирогова — Улица Гоголя (ныне — улица Митрополита Гавриила Бэнулеску-Бодони) — Проспект Ленина — Бульвар Негруцци — Бульвар Гагарина — Улица Тимошенко — Улица Зелинского (обратно через улицу Старого)                                                                               |
| 3  | Парк имени Куйбышева — Улица Куйбышева — Проспект Ленина — Улица Бендерская — Улица Пирогова — Улица Котовского — Котовское Шоссе — Новые Скиносы (обратно через улицу Докучаева и Дзержинского) |
| 4  | ВДНХ (в настоящее время — MOLDEXPO) — Улица Белинского — Улица Чернышевского (ныне — улица Ион Крянгэ) — Проспект Ленина — Бульвар Негруцци — Бульвар Гагарина — Улица Тимошенко — Улица Зелинского — Улица Роз (ныне — улица Трандафирилор)                                                                                         |
| 5  | Троллейбусный Парк N2 — Улица Мунчештская — Бульвар Гагарина — Бульвар Негруцци — Проспект Ленина — Улица Бендерская — Улица Пирогова — ЦПКиО |
| 6  | Площадь Воссоединения — Улица Димитрова (ныне — улица Киев) — Улица Калинина (ныне — улица Тудора Владимиреску) — Проспект Молодёжи (ныне — проспект Григоре Виеру) — Улица Космонавтов — Улица Пушкина — Улица Садовая — Улица Котовского — Котовское Шоссе — Новые Скиносы (обратно через улицы Докучаева, Дзержинского, Пирогова) |
| 7  | Завод ЖБИ-4 — Улица Заводская — Улица Калинина — Проспект Молодёжи — Улица Космонавтов — Улица Гоголя — Улица Садовая — Улица Котовского — Детская Больница (обратно — через улицы Комсомольская, Пирогова, Пушкина) |
| 8  | ЦПКиО — Улица Садовая — Улица Мичурина — Улица Пирогова — Улица Гоголя — Проспект Ленина — Бульвар Негруцци — Бульвар Гагарина — Улица Тимошенко — Улица Зелинского — Улица Христо Ботева (обратно — через улицу Роз) |
| 9  | Завод ЖБИ-4 — Улица Заводская — Улица Измаильская — Улица Бендерская — Улица Пирогова — Улица Котовского — Котовское Шоссе — Улица Докучаева (обратно через улицу Дзержинского) |
| 10 | Улица Студенческая — Московский проспект — Улица Димитрова — Улица Калинина — Проспект Молодёжи — Улица Космонавтов — Улица Пушкина — Улица Садовая — Улица Котовского — Котовское шоссе — Улица Докучаева (обратно через улицу Дзержинского)                                                                                        |
| 11 | Бульвар Карла Маркса — Московский проспект — Улица Димитрова — Улица Калинина — Проспект Молодёжи — улица Космонавтов — Улица Пушкина — Проспект Ленина — Улица Куйбышева — Улица Перекопская (обратно через улицы Гоголя и Киевская (ныне — Улица 31 августа 1989 года))                                                            |
| 12 | Завод ЖБИ-4 — Улица Заводская — Улица Калинина — Проспект Молодёжи — Улица Космонавтов — Улица Пушкина — Проспект Ленина — Улица Гоголя — Улица Киевская (ныне — Улица 31 августа 1989 года; работал утром с 7.00 до 9.00 и вечером, с 17.00 до 19.00)                                                                               |

### Маршруты на 1978 г.
К 1978 г. в Кишинёве действовали 18 троллейбусных маршрутов:
| №  | Маршрут |
| -- | --- |
| 1  | Улица Перекопская — Улица Куйбышева — Бульвар Ленина — Бульвар Негруцци — Бульвар Гагарина — Улица Тимошенко — Улица Зелинского — Улица Старого |
| 2  | Улица Х. Ботева — Улица Роз — Улица Тимошенко — Бульвар Гагарина — Бульвар Негруцци — Бульвар Ленина -Улица Бендерская — Улица Пирогова — Улица Котовского — Котовское Шоссе — Улица Докучаева (обратно через Улица Дзержинского — Улица Малиновского — Улица Измайловская) |
| 3  | Улица Коммуны — Улица Энгельса — Улица Чернышевского — Бульвар Ленина — Улица Гоголя — Улица Садовая — Улица Котовского — Котовское Шоссе — Центр ДОСААФ — Котовское Шоссе — Улица Докучаева — Улица Дзержинского — Улица Котовского — Улица Садовая — Улица Пушкина — Улица Пирогова — Улица Физкультурников — Улица Щусева — Бульвар Ленина — Улица Чернышевского — Улица Энгельса — Улица Коммуны            |
| 4  | ВДНХ — 1-й Пер. Панфилова — Улица Белинского — Улица Чернышевского — Бульвар Ленина — Бульвар Негруцци — Бульвар Гагарина — Улица Тимошенко — Улица Зелинского — Улица Роз |
| 5  | Троллейбусный Парк N2 — Улица Мунчештская — Бульвар Гагарина — Бульвар Негруцци — Бульвар Ленина — Улица Бендерская — Улица Пирогова — Улица Физкультурников — Улица Щусева — Мединститут — Бульвар Ленина — Бульвар Негруцци — Бульвар Гагарина — Улица Мунчештская — Троллейбусный Парк N2 |
| 6  | Улица Студенческая — Московский Пр. — Улица Димитрова — Улица Калинина — Пр. Молодёжи — Улица Космонавтов — Улица Гоголя — Улица Киевская — Дом Печати (обратно через Улица Пушкина) |
| 7  | Молдавгидромаш — Улица Волкова — Улица Заводская — Улица Калинина — Пр. Молодёжи — Улица Космонавтов — Улица Гоголя — Улица Садовая — Улица Котовского — Детская Больница |
| 8  | Парк им. Куйбышева — Улица Куйбышева — Бульвар Ленина — Бульвар Негруцци — Бульвар Гагарина — Улица Тимошенко — Бульвар Советской Армии |
| 9  | Завод ЖБИ-4 — Улица Заводская — Улица Измайловская (Измаильская) — Ленина — Улица Бендерская — Улица Пирогова — Улица Котовского — Котовское Шоссе — Центр ДОСААФ (обратно через Улица Докучаева — Улица Дзержинского — Улица Малиновского — Улица Измайловская) |
| 10 | Улица Студенческая — Московский Пр. — Улица Димитрова — Улица Калинина — Пр. Молодёжи — Улица Космонавтов — Улица Гоголя — Улица Садовая — Улица Котовского — Котовское Шоссе — Центр ДОСААФ (обратно через Улица Докучаева — Улица Дзержинского) |
| 11 | Улица Студенческая — Московский Пр. — Улица Димитрова — Улица Калинина — Пр. Молодёжи — Улица Космонавтов — Улица Гоголя — Бульвар Ленина — Улица Куйбышева — Улица Перекопская (обратно через Улица Щусева — Улица Искра — Улица Пушкина) |
| 12 | Завод ЖБИ-4 — Улица Заводская — Улица Калинина — Пр. Молодёжи — Улица Космонавтов — Улица Гоголя — Улица Киевская — Дом Печати (обратно через Улица Пушкина) |
| 13 | Молдавгидромаш — Улица Волкова — Улица Заводская — Улица Измайловская (Измаильская) — Бульвар Ленина — Улица Бендерская — Улица Киевская |
| 14 | Бульвар К. Маркса — Московский Пр. — Улица Димитрова — Улица Калинина — Пр. Молодёжи — Улица Космонавтов — Улица Гоголя — Бульвар Ленина — Улица Чернышевского — Улица Энгельса — Улица Коммуны — Улица Энгельса — Улица Чернышевского — Бульвар Ленина — Улица Щусева — Улица Искры — Улица Пушкина — Улица Космонавтов — Пр. Молодёжи — Улица Калинина — Улица Димитрова — Московский Пр. — Бульвар К. Маркса |
| 15 | Улица Коммуны — Улица Энгельса — Улица Чернышевского — Бульвар Ленина — Улица Щусева — Улица Искры — Улица Ткаченко — Бульвар Негруцци — Бульвар Гагарина — Улица Тимошенко — Улица Зелинского — Улица Хр. Ботева |
| 16 | Молдавгидромаш — Улица Добровольского — Улица Федько — Улица Димитрова — Улица Калинина — Пр. Молодёжи — Улица Космонавтов — Улица Гоголя — Улица Садовая — Улица Котовского — Котовское Шоссе — Улица Докучаева (обратно через Улица Дзержинского) |
| 17 | Бульвар Советской Армии — Улица Тимошенко — Бульвар Гагарина — Бульвар Негруцци — Бульвар Ленина — Улица Гоголя — Улица Киевская — Дом Печати |
| 18 | ЦПКиО — Улица Садовая — Улица Пушкина — Бульвар Ленина — Бульвар Негруцци — Бульвар Гагарина — Улица Тимошенко — Улица Зелинского — Улица Роз (обратно по Улица Пирогова) |

### Маршруты на 1985 г.
К 1985 г. в Кишинёве действовали 24 троллейбусных маршрута:
| №  | Маршрут |
| -- | --- |
| 1  | Улица Перекопская — Улица Куйбышева — Проспект Ленина — Бульвар Негруцци — Бульвар Гагарина — Улица Тимошенко — Улица Зелинского — Улица Старого |
| 2  | Бульвар Советской Армии (ныне — бульвар Траян) — Улица Гренобля — Улица Дзержинского — Улица Котовского — Улица Садовая — Улица Пушкина — Проспект Ленина — Бульвар Негруцци — Бульвар Гагарина — Улица Тимошенко — Бульвар Советской Армии (кольцевой) |
| 3  | Улица Коммуны (ныне — улица Ион Пеливан) — Улица Энгельса (ныне — улица Алба Юлия) — Улица Чернышевского — Проспект Ленина — Улица Гоголя — Улица Садовая — Улица Котовского — Котовское Шоссе — Улица Докучаева (обратно через улицы Дзержинского, Пушкина, Пирогова, Физкультурников (ныне — улица Константин Стере), Щусева, Оргеевская, Фрунзе, 25 Октября (ныне — улица Митрополит Варлаам)) |
| 4  | Улица Христо Ботева — Улица Роз — Улица Тимошенко — Бульвар Гагарина — Бульвар Негруцци — Проспект Ленина — Улица Гоголя — Улица Пирогова — Улица Физкультурников — Улица Панфилова (ныне — улица Василе Лупу) — Улица Белинского (обратно через улицу Чернышевского) |
| 5  | Троллейбусный Парк N2 — Улица Мунчештская — Бульвар Гагарина — Бульвар Негруцци — Проспект Ленина — Улица Бендерская — Улица Пирогова — Улица Физкультурников — Улица Щусева — Мединститут |
| 6  | Улица Студенческая — Московский проспект — Улица Димитрова — Улица Калинина — Проспект Молодёжи — Улица Космонавтов — Улица Гоголя — Улица Пирогова — Улица Физкультурников — Улица Панфилова — 1-й переулок Панфилова (ныне — улица Александреску; обратно маршрут следовал через улицы Садовая и Пушкина)                                                                                       |
| 7  | Завод ЖБИ-4 — Улица Заводская — Улица Калинина — Проспект Молодёжи — Улица Космонавтов — Улица Гоголя — Улица Садовая — Улица Котовского — Котовское Шоссе — Улица Докучаева (обратно — через улицы Комсомольская, Пирогова и Пушкина) |
| 8  | Парк имени Куйбышева — Улица Куйбышева — Проспект Ленина — Улица Ткаченко (бывшая Свечная, ныне — улица Чуфля) — Виадук — Проспект Мира (ныне — проспект Дачия) — Бульвар Советской Армии |
| 9  | Завод ЖБИ-4 — Улица Заводская — Улица Измаильская — Улица Бендерская — Улица Пирогова — Улица Котовского — Котовское Шоссе — Новые Скиносы (обратно через улицы Прянишникова (ныне — улица Миорица), Дзержинского, Малиновского (ныне — улица Халиппа)) |
| 10 | Улица Студенческая — Московский проспект — Улица Димитрова — Улица Калинина — Проспект Молодёжи — Улица Космонавтов — Улица Пушкина — Улица Садовая — Улица Котовского — Котовское шоссе — Улица Прянишникова (обратно через улицу Дзержинского) |
| 11 | Улица Студенческая — Московский проспект — Улица Димитрова — Улица Калинина — Проспект Молодёжи — Улица Космонавтов — Улица Гоголя — Проспект Ленина — Улица Куйбышева — Ресторан «Бутояш» (обратно через улицы Щусева, Искры (ныне — улица Букурешть), Пушкина) |
| 12 | Улица Вадул-луй-Водская — Улица Добровольского (ныне — Улица Мештерул Маноле) — Улица Волкова (ныне — улица Волунтарилор) — Улица Заводская — Улица Калинина — Проспект Молодёжи — Улица Космонавтов — Улица Гоголя — Улица Киевская — Дом Печати (обратно через улицу Пушкина) |
| 13 | Кутузовский проспект (ныне — проспект Мирча чел Бэтрын) — Улица Добровольского — Улица Волкова — Улица Заводская — Улица Измаильская — Проспект Ленина — Улица Бендерская — Улица Киевская |
| 14 | Улица Студенческая — Московский проспект — Улица Димитрова — Улица Калинина — Проспект Молодёжи — Улица Космонавтов — Улица Гоголя — Улица Ленина — Улица Чернышевского — Улица Энгельса — Улица Коммуны (обратно — через улицы Щусева, Искры (ныне — улица Букурешть), Пушкина) |
| 15 | Улица Коммуны — Улица Энгельса — Улица Чернышевского — Улица Белинского — Улица Панфилова — Улица Физкультурников — Улица Щусева — Улица Искры — Виадук — Проспект Мира — Бульвар Советской Армии |
| 16 | Молдавгидромаш — Улица Добровольского — Улица Федько (ныне — улица Алеку Руссо) — Улица Алёшина (ныне — улица Богдан Воевод) — Улица Калинина — Проспект Молодёжи — Улица Космонавтов — Улица Гоголя — Улица Киевская — Дом Печати (обратно — через улицы Пушкина и Димитрова) |
| 17 | Бульвар Советской Армии — Улица Тимошенко — Бульвар Гагарина — Бульвар Негруцци — Проспект Ленина — Улица Гоголя — Улица Садовая — Улица Котовского — Котовское Шоссе — Улица Прянишникова — Улица Гренобля — Бульвар Советской Армии (кольцевой) |
| 18 | Улица Ботаническая Проспект Мира — Улица Ткаченко — Проспект Ленина — Улица Гоголя — Улица Киевская (обратно через улицы Пушкина) |
| 19 | Бульвар Советской Армии — Улица Гренобля — Улица Прянишникова — Котовское Шоссе — Новые Скиносы — Котовское Шоссе — Улица Прянишникова — Улица Дзержинского — Улица Малиновского — Улица Измаильская — Проспект Ленина — Бульвар Негруцци — Бульвар Гагарина — Улица Тимошенко — Бульвар Советской Армии                                                                                          |
| 20 | Троллейбусный Парк N2 — Улица Кодицы (ныне — улица Буребиста) — Улица Старого — Улица Тимошенко — Бульвар Гагарина — Бульвар Негруцци — Проспект Ленина — Улица Бендерская — Улица Пирогова — Улица Котовского — Котовское Шоссе — Улица Докучаева (обратно через улицы Дзержинского, Малиновского, Измаильская, Искры, Ткаченко, бульвар Негруцци)                                               |
| 21 | Молдавгидромаш — Улица Добровольского — Улица Федько — Улица Алёшина — Улица Калинина — Проспект Кантемира — Улица Петриканская — Улица Оргеевская — Улица Фрунзе — Улица 25 Октября — Улица Чернышевского — Улица Энгельса — Улица Коммуны |
| 22 | Полтавское Шоссе (ныне — Шоссе Балкань) — Улица Энгельса — Улица Чернышевского — Проспект Ленина — Бульвар Негруцци — Бульвар Гагарина — Железнодорожный вокзал |
| 23 | Кутузовский проспект — Улица Федько — Улица Алёшина — Улица Калинина — Проспект Кантемира — Улица Петриканская — Улица Оргеевская — Улица Фрунзе — Улица 25 Октября — Улица Куйбышева — Ресторан «Бутояш» |
| 24 | Кутузовский проспект — Улица Федько — Улица Алёшина — Улица Калинина — Проспект Молодёжи — Улица Космонавтов — Улица Гоголя — Улица Садовая — Госуниверситет (обратно — через улицу Пушкина и Димитрова) |

### Маршруты на 2003 г.
К 2003 г. в Кишинёве действовали 27 троллейбусных маршрута:
| № | Маршрут |
| - | --- |
| 1 | ул. Барьера Скулень — Улица Каля Ешилор — Проспект Штефана чел Маре — Бульвар Негруцци — Бульвар Гагарина — Бульвар Дечебал — Улица Зелинского (обратно через улицу Сармизегетуза) |
| 2 | Кольцевой: Бульвар Траян — Улица Гренобля — Улица Асаки — Улица Александри — Улица А. Матеевича — Улица Пушкина — Проспект Штефана чел Маре — Улица Чуфля — Виадук — Бульвар Траян |
| 3 | Балканское шоссе — Улица Алба-Юлия — Улица Крянгэ — Улица Белинского — Улица Лупу — Улица Стере — Улица Когылничану — Парк Валя Морилор — Улица А. Матеевич — Улица Александри — Шоссе Хынчешть (обратно через улицы Миорица, Асаки и Пушкина)                                                                             |
| 4 | Улица Индепенденцией — Улица Христо Ботева — Улица Трандафирилор — Бульвар Дечебал — Бульвар Гагарина — Бульвар Негруцци — Проспект Штефана чел Маре — Улица Бэнулеску-Бодони — Улица Когылничану — Улица Стере — Улица Лупу — Улица Белинского (обратно по улицу Крянгэ)                                                  |
| 5 | Троллейбусный парк № 2 — Улица Мунчештская — Бульвар Гагарина ( Железнодорожный вокзал)— Негруцци — Проспект Штефана чел Маре — Улица Каля Ешилор — Парк «Ла Извор» |
| 6 | Студенческая улица — Московский проспект — Киевская улица — Улица Владимиреску — Бульвар Ренаштерий — Улица Космонавтов — Улица Митрополита Бэнулеску-Бодони — Улица Букурешть — Улица Щусева — Улица Стере — Улица Лупу — Улица Владимиреску (Дурлешты) — Дурлешты (обратно по улицам Когылничану, А. Матеевича, Пушкина) |

| 7  | Завод ЖБИ № 4 — Улица Заводская — Улица Владимиреску — Бульвард Ренаштерий — Улица Космонавтов — Улица Митрополита Бэнулеску-Бодони — Улица А. Матеевич — Улица Александри — Шоссе Хынчешть — Улица Докучаева (обратно через улицы Пушкина и Асаки)                            |
| 8  | Бульвар Траян — Бульвар Дечебал — Бульвар Гагарина — Бульвар Негруцци — Проспект Штефана чел Маре — Улица Каля Ешилор — Парк «Алунелул» |
| 9  | Скиноаса — Шоссе Хынчешть — Южный автовокзал — Улица Миорица — Улица Асаки — Улица Халиппа — Улица Измаил — Северный автовокзал (обратно по улицы 31 августа 1989, Тигина, Когылничану, Александри)                                                                            |
| 10 | Студенческая улица — Московский проспект — Киевская улица — Улица Владимиреску — Бульвар Ренаштерий — Улица Космонавтов — Улица Митрополита Бэнулеску-Бодони — Улица А. Матеевич — Улица Александри — Шоссе Хынчешть (обратно через улицы Миорица, Асаки и Пушкина)            |
| 11 | Студенческая улица — Московский проспект — Киевская улица — Улица Владимиреску — Бульвар Ренаштерий — Улица Космонавтов — Улица Митрополита Бэнулеску-Бодони — Проспект Штефана чел Маре — Улица Каля Ешилор — Парк «Ла извор» (обратно через улицы 31 августа 1989 и Пушкина) |

|    | |
| 13 | Улица Ион Думенюк — Проспект Мирча чел Бэтрын — Улица Мештерул Маноле — Улица Волунтарилор — Улица Заводская — Северный автовокзал — Измаильская улица — Улица 31 Августа 1989 — Улица Тигина — Улица Когылничану — Республиканский стадион |
| 14 | Студенческая улица — Московский проспект — Киевская улица — Улица Владимиреску — Бульвар Ренаштерий — Улица Космонавтов — Улица Митрополита Бэнулеску-Бодони — Проспект Штефана чел Маре — Улица Крянгэ — Улица Алба-Юлия — Шоссе Балкань (обратно через улицы 31 августа и Пушкина) |
| 15 | Бульвар Траян — Бульвар Дачия — Виадук — Улица Букурешть — Улица Щусева — Улица Стере — Улица Лупу — Улица Белинского — Улица Крянгэ — Улица Алба-Юлия — Улица Ион Пеливан |
| 16 | Стекольный завод — Мештерул Маноле — Улица Алеку Руссо — Улица Богдан Воевод — Улица Владимиреску — Бульвар Ренаштерий — Проспект Виеру — Улица Космонавтов → Улица Митрополита Бэнулеску-Бодони — Улица 31 августа 1989 (обратно через улицы Пушкина, Владимиреску и Киевской) |
| 17 | Скиноаса — Шоссе Хынчешть — Улица Миорица — Улица Гренобля — Бульвар Траян — Бульвар Дачия — Виадук — Улица Букурешть — Измаильская улица — Проспект Штефана чел Маре — Бульвар Негруцци — Бульвар Гагарина — Железнодорожный вокзал (обратно через Бульвар Дечебал) |
| 18 | Ботанический сад — Бульвар Дачия — Виадук — Улица Чуфля — Проспект Штефана чел Маре — Улица Митрополита Бэнулеску-Бодони — Улица 31 августа 1989 (обратно через улицу Пушкина) |
|    | |
| 20 | Троллейбусный парк № 2 — Улица Буребиста — Улица Сармизегетуза — Улица Дечебал — Бульвар Гагарина — Бульвар Негруцци — Улица Чуфля — Улица Букурешть — Улица Измаильская — Улица 31 Августа 1989 — Улица Тигина — Улица Когылничану — ул. Василе Александри — Хынчештское шоссе — улица Докучаева (обратно ул. Асаки — ул. Халиппа — ул. Измаильская — пр. Штефана чел Маре — Мунчештское шоссе) |
| 21 | Стекольный завод — Улица Мештерул Маноле — Улица Алеку Руссо — Улица Богдан Воевод — Улица Владимиреску — Улица Оргеевская — Улица Петрикань — Улица Витязул — Улица Колумна — Улица Коанда — Улица Крянгэ — Улица Алба-Юлия — Улица Ион Пеливан (обратно через проспект Штефана чел Маре) |
| 22 | Балканское шоссе — Улица Алба-Юлия — Улица Крянгэ — Проспект Штефана чел Маре — Бульвар Негруцци — Бульвар Гагарина Железнодорожный вокзал |

| 23 | Улица Ион Думенюк — Проспект Мирча чел Бэтрын — Улица Алеку Руссо — Улица Богдан Воевод — Улица Владимиреску — Улица Оргеевская — Улица Петриканы — Улица Витязул — Улица Колумна — Улица Коанда — Улица Каля Ешилор — Парк «Алунелул» (обратно через проспект Штефана чел Маре)       |
| 24 | Улица Ион Думенюк — Проспект Мирча чел Бэтрын — Улица Алеку Руссо — Улица Богдан Воевод — Улица Владимиреску — Бульвар Ренаштерий — Улица Космонавтов — Улица Митрополита Бэнулеску-Бодони — Улица А. Матеевича — Государственный Университет (обратно через улицы Пушкина и Киевской) |
| 25 | Школа № 4 — Улица Чевкарь — Улица Оргеевская — Улица Владимиреску — Бульвар Ренаштерий — Улица Космонавтов — Улица Митрополита Бэнулеску-Бодони — Улица 31 Августа 1989 (обратно через улицу Пушкина)                                                                                  |
| 26 | Школа № 4 — Улица Чевкарь — Улица Оргеевская — Улица Владимиреску — Улица Богдан Воевод — Улица Алеку Руссо — Проспект Мирча чел Бэтрын — Улица Ион Думенюк |
| 27 | Школа № 4 — Улица Чевкарь — Улица Оргеевская — Улица Петрикань — Улица Витязул — Улица Колумна — Улица Коанда — Улица Каля Ешилор — Парк «Алунелул» (обратно через проспект Штефана чел Маре)                                                                                          |
| 28 | Дурлешты — Улица Владимиреску (Дурлешты) — Улица Лупу — Улица Конституции — Улица Крянгэ — Проспект Штефана чел Маре — Улица Тигина — Улица Букурешть — Улица Чуфля |

### Маршруты на 2023 г.
В настоящий момент в Кишинёве действует 31 троллейбусный маршрут:
| №  | Маршрут | Статус    | Количество машин на маршруте | График                              | Периодичность, минут | Длина, км | Длительность полного оборота, минут | Средняя эксплуатационная скорость, км/ч. |
| -- | --- | --------- | ---------------------------- | ----------------------------------- | -------------------- | --------- | ----------------------------------- | ---------------------------------------- |
| 1  | Дурлешты — Улица Владимиреску (Дурлешты) — Улица Лупу — Улица Конституции — Улица Крянгэ — Проспект Штефана чел Маре — Бульвар Негруцци — Бульвар Гагарина — Бульвар Дечебал — Улица Зелинского (обратно через улицу Сармизегетуза) | действ.   | 11                           | 5:47 — 22:39                        | 6 — 21               | 23,0      | 90                                  | 15,3                                     |
| 2  | Кольцевой: Бульвар Траян — Улица Гренобля — Улица Асаки — Улица Александри — Улица А. Матеевича — Улица Пушкина — Проспект Штефана чел Маре — Улица Чуфля — Виадук — Бульвар Траян | действ.   | 12                           | 6:02 — 23:07                        | 3 — 9                | 13,3      | 56                                  | 14,3                                     |
| 3  | Балканское шоссе — Улица Алба-Юлия — Улица Крянгэ — Улица Белинского — Улица Лупу — Улица Стере — Улица Когылничану — Парк Валя Морилор — Улица А. Матеевич — Улица Александри — Шоссе Хынчешть (обратно через улицы Миорица, Асаки, Пушкина, Букурешть и Щусева) | действ.   | 13                           | 6:04 — 21:42 (по выходным до 20:18) | 6 — 22               | 22,8      | 82                                  | 16,7                                     |
| 4  | Ботанический сад — Бульвар Дачия — Улица Индепенденцией — Улица Христо Ботева — Улица Трандафирилор — Бульвар Дечебал — Бульвар Гагарина — Бульвар Негруцци — Проспект Штефана чел Маре — Улица Бэнулеску-Бодони — Улица Букурешть — Улица Щусева — Улица Стере — Улица Лупу — Улица Конституцией (обратно по улице Иона Крянгэ — улице Белинского)                                                  | действ.   | 20                           | 5:44 — 22:33                        | 5 — 17               | 30,0      | 117                                 | 15,4                                     |
| 5  | Троллейбусный парк № 2 — Улица Мунчештская — Бульвар Гагарина ( Железнодорожный вокзал)— Негруцци — Проспект Штефана чел Маре — Улица Каля Ешилор — ул. Барьера Скулень | действ.   | 9                            | 5:19 — 22:29                        | 7 — 17               | 19,8      | 80                                  | 14,9                                     |
| 6  | Студенческая улица — Московский проспект — Киевская улица — Улица Владимиреску — Бульвар Ренаштерий Национале — Проспект Виеру — Улица Космонавтов — Улица Митрополита Бэнулеску-Бодони — Улица Букурешть — Улица Щусева — Улица Стере — Улица Лупу — Улица Владимиреску (Дурлешты) — Дурлешты (обратно по улицам Когылничану, А. Матеевича, Пушкина)                                                | недейств. | —                            | —                                   | —                    | —         | —                                   | —                                        |
| 7  | Завод ЖБИ № 4 — Улица Заводская — Улица Владимиреску — Бульвар Ренаштерий Национале — Проспект Виеру — Улица Тэнасе — Улица Митрополита Бэнулеску-Бодони — Улица 31 Августа 1989 (обратно через улицу Пушкина) | действ.   | 7                            | 5:44 — 22:16                        | 8 — 24               | 16,4      | 57                                  | 17,3                                     |
| 8  | Бульвар Траян — Бульвар Дечебал — Бульвар Гагарина — Бульвар Негруцци — Проспект Штефана чел Маре — Улица Каля Ешилор — Парк «Ла Извор» | действ.   | 21                           | 5:52 — 01:00                        | 4 — 30               | 24,4      | 98                                  | 14,9                                     |
| 9  | Скиноаса — Шоссе Хынчешть — Южный автовокзал — Улица Миорица — Улица Асаки — Улица Халиппа — Улица Измаил — Северный автовокзал | действ.   | 8                            | 6:07 — 19:23                        | 7 — 20               | 18,6      | 73                                  | 15,3                                     |
| 10 | Студенческая улица — Московский проспект — Киевская улица — Улица Владимиреску — Бульвар Ренаштерий Национале — Проспект Виеру — Улица Тэнасе — Улица митрополита Бэнулеску-Бодони — Улица А. Матеевич — Улица Александри — Шоссе Хынчешть (обратно через улицы Миорица, Асаки и Пушкина) | действ.   | 27                           | 5:51 — 22:40                        | 3 — 9                | 20,4      | 83                                  | 15,3                                     |
| 11 | Студенческая улица — Московский проспект — Киевская улица — Улица Владимиреску — Бульвар Ренаштерий Национале — Проспект Виеру — Улица Тэнасе — Улица Митрополита Бэнулеску-Бодони — Проспект Штефана чел Маре — Улица Каля Ешилор — Парк «Ла извор» (обратно через улицы 31 августа 1989 и Пушкина)                                                                                                 | недейств. | —                            | —                                   | —                    | 21,6      | 83                                  | 15,6                                     |
| 12 | Улица Ион Думенюк — проспект Мирчи чел Бэтрын — Улица Алеку Руссо — Улица Богдан Войевод — проспект Ренаштерий Национале (обратный путь ул. Тудора Владимиреску — ул. Киевская) — — Проспект Георге Виеру — Улица Константина Тэнасе — Улица Митрополита Бэнулеску-Бодони — Государственный Университет (обратно через улицу Пушкина)                                                                | действ.   | 17                           | 5:36 — 22:59                        | 3 — 6                | 19,5      | 76                                  | 15,4                                     |
| 13 | Улица Ион Думенюк — Проспект Мирча чел Бэтрын — Улица Мештерул Маноле — Улица Волунтарилор — Улица Заводская — Северный автовокзал — Измаильская улица — Улица Халиппа — Шоссе Хынчешть — Улица Докучаева (обратно через улицу Асаки) | действ.   | 18                           | 5:41 — 21:57                        | 6 — 16               | 32,4      | 113                                 | 19,4                                     |
| 14 | Студенческая улица — Московский проспект — Киевская улица — Улица Владимиреску — Бульвар Ренаштерий Национале — Проспект Виеру — Улица Космонавтов — Улица Митрополита Бэнулеску-Бодони — Проспект Штефана чел Маре — Улица Крянгэ — Улица Алба-Юлия — Шоссе Балкань (обратно через улицы 31 августа и Пушкина)                                                                                      | недейств. | —                            | —                                   | —                    | —         | —                                   | —                                        |
| 15 | Бульвар Дачия — Виадук — Улица Букурешть — Улица Щусева — Улица Стере — Улица Лупу — Улица Конституцией (обратно через улицы Крянгэ и Белинского) | недейств. | —                            | —                                   | —                    | —         | —                                   | —                                        |
| 16 | Стекольный завод — Улица Марии Драган — Улица Вадул-Луй-Водэ — Улица Мештерул Маноле — Улица Алеку Руссо — Улица Богдан Воевод — Бульвар Ренаштерий Национале — Проспект Виеру — Улица Космонавтов → Улица Митрополита Бэнулеску-Бодони — Улица 31 августа 1989 (обратно через улицы Пушкина, Владимиреску и Киевскую)                                                                               | действ.   | 4                            | 6:03 — 22:54                        | 24 — 50              | 26,7      | 99                                  | 16,2                                     |
| 17 | Скиноаса — Южный автовокзал — Шоссе Хынчешть — Улица Миорица — Улица Гренобля — Бульвар Траян — Бульвар Дачия — Виадук — Улица Букурешть — Измаильская улица — Бульвар Кантемира — Бульвар Гагарина — Железнодорожный вокзал (обратно через Бульвар Дечебал) | действ.   | 11                           | 5:51 — 23:13                        | 8 — 17               | 25,0      | 88                                  | 17,0                                     |
| 18 | Ботанический сад — Бульвар Дачия — Виадук — Улица Чуфля — Проспект Штефана чел Маре — Улица Каля Ешилор — Парк «Алунелул» | недейств. | —                            | —                                   | —                    | —         | —                                   | —                                        |
| 19 | Студенческая улица — Московский проспект — Киевская улица — Улица Владимиреску — Бульвар Ренаштерий Национале — Проспект Виеру — Улица Митрополита Бэнулеску-Бодони — ул. 31 августа 1989 — Улица Пушкина — Проспект Штефана чел Маре — Улица Чуфля — Виадук — Бульвар Дачия — Ботанический сад (обратно через бульвары Дечебал, Гагарин и Негруцци)                                                 | недейств. | —                            | —                                   | —                    | —         | —                                   | —                                        |
| 20 | Троллейбусный парк № 2 — Улица Буребиста — Улица Сармизегетуза — Улица Дечебал — Бульвар Гагарина — Бульвар Негруцци — Проспект Штефана чел Маре — ул. Василе Александри — Хынчештское шоссе — улица Докучаева (обратно ул. Асаки — ул. Халиппа — ул. Измаильская — пр. Кантемира — пр. Гагарина — Мунчештское шоссе)                                                                                | действ.   | 4                            | 5:17 — 22:43                        | 12 — 22              | 17,8      | 72                                  | 14,8                                     |
| 21 | Стекольный завод — Улица Мештерул Маноле — Улица Алеку Руссо — Улица Богдан Воевод — Бульвар Ренаштерий Национале — Улица Оргеевская — Улица Петрикань — Улица Витязул — Улица Колумна — Улица Коанда — Улица Крянгэ — Улица Алба-Юлия — Балканское шоссе (обратно через проспект Штефана чел Маре)                                                                                                  | действ.   | 17                           | 5:47 — 22:24                        | 5 — 16               | 30,3      | 104                                 | 17,5                                     |
| 22 | Балканское шоссе — Улица Алба-Юлия — Улица Крянгэ — Проспект Штефана чел Маре — Улица Чуфля — Виадук — Бульвар Дачия — Ботанический сад | действ.   | 35                           | 5:23 — 0:06                         | 3 — 15               | 29,5      | 112                                 | 15,6                                     |
| 23 | Улица Ион Думенюк — Проспект Мирча чел Бэтрын — Улица Алеку Руссо — Улица Богдан Воевод — Бульвар Ренаштерий Национале — Улица Оргеевская — Улица Петриканы — Улица Витязул — Улица Колумна — Улица Коанда — Улица Каля Ешилор — Парк «Ла извор» (обратно через проспект Штефана чел Маре) | действ.   | 11                           | 5:32 — 19:54                        | 8 — 22               | 25,7      | 91                                  | 16,9                                     |
| 24 | Улица Ион Думенюк — Проспект Мирча чел Бэтрын — Улица Алеку Руссо — Улица Богдан Воевод — Бульвар Ренаштерий Национале — Проспект Виеру — Улица Космонавтов — Улица Митрополита Бэнулеску-Бодони — Улица Колумна — Улица Александри — Шоссе Хынчешть (обратно через улицы Миорица, Асаки, Пушкина, Владимиреску и Киевской)                                                                          | действ.   | 18                           | 5:36 — 01:30                        | 7 — 21               | 26,9      | 105                                 | 15,4                                     |
| 25 | Школа № 4 — Улица Чевкарь — Улица Оргеевская — Бульвар Ренаштерий Национале — Проспект Виеру — Улица Тэнасе — Улица Митрополита Бэнулеску-Бодони — Улица 31 Августа 1989 (обратно через улицу Пушкина) | действ.   | 12                           | 5:47 — 22:38                        | 5 — 10               | 12,9      | 52                                  | 14,9                                     |
| 26 | Школа № 4 — Улица Чевкарь — Улица Оргеевская — Бульвар Ренаштерий Национале — Улица Богдан Воевод — Улица Алеку Руссо — Проспект Мирча чел Бэтрын — Улица Ион Думенюк | действ.   | 2                            | 6:37 — 10:50/ 14:02 −19:00          | 29 — 30              | 17,4      | 59                                  | 17,7                                     |
| 27 | Школа № 4 — Улица Чевкарь — Улица Оргеевская — Улица Петрикань — Улица Витязул — Улица Колумна — Улица Коанда — Улица Иона Крянгэ — Площадь Унирий Принчипателор (обратно через проспект Штефана чел Маре) | действ.   | 4                            | 6:39 — 10:55/ 15:23 −19:29          | 14 — 15              | 16,7      | 59                                  | 17,0                                     |
| 28 | Троллейбусный парк № 2 — ул. Буребиста — ул. Сармизегетуса — бул. Дечебал — бул. Ю. Гагарин — бул. К. Негруцци — ул. Чуфля — ул. Букурешть — ул. А. Пушкин — ул. К. Тэнасе — бул. Г. Виеру — бул. Национального Возрождения — ул. Оргеевская — ул. Чевкарь — Школа № 4 (обратно по ул. Митрополита Бэнулеску-Бодони — ул. Колумна — ул. В. Александри)                                               | действ.   | 6                            | 6:00 — 22:00                        | 15 — 20              | 26        |                                     |                                          |
| 29 | Аграрный университет — Улица Мирчешть — Улица Петрикань — Улица Оргеевская — Бульвар Ренаштерий Национале — Проспект Виеру — Тэнасе — Улица Митрополита Бэнулеску-Бодони — Парк «Штефан чел Маре» (обратно через улицы Букурешть, Щусева, Витязул) | действ.   | 5                            | 5:50 — 21:36 (по выходным до 20:41) | 10 — 22              | 14,4      | 50                                  | 17,3                                     |
| 30 | Национальный аэропорт — Бульвар Дачиа — Улица Чуфля — Улица Штефана чел Маре — Улица Митрополита Бэнулеску-Бодони — Улица 31 августа 1989 (обратно через улицу Пушкина) | действ.   | 5                            | 6:07 — 23:10                        | 19 — 50              | 29,1      | 101                                 | 17,3                                     |
| 31 | Сынжера — Мунчештское шоссе — пр. Гагарина — пр. Негруцци — пр. Штефана чел Маре — Улица Митрополита Бэнулеску-Бодони — Улица 31 августа 1989 (обратно через улицу Пушкина) | недейств. | -                            | -                                   | -                    | -         | -                                   | -                                        |
| 32 | Ставчены — Оргеевская Дорога — ул. Тудора Владимиреску — пр. Ренаштерий — пр. Григоре Виеру — ул. Тэнасе — ул. митрополита Бэнулеску-Бодони — ул. 31 Августа 1989 года (обратно по ул. Пушкина) | действ.   | 4                            | 6:00 — 22:00                        | 19 — 41              | 22,1      | 80                                  | 16,6                                     |
| 33 | г. Дурлешты (ул. Т. Владимиреску) — ул. В. Лупу — ул. К. Стере — ул. А. Щусев — ул. М. Витязул — ул. Колумна — ул. Митрополит Дософтей — ул. М. Витязул — ул. А. Щусев — ул. К. Стере — ул. В. Лупу — г. Дурлешты (ул. Т. Владимиреску) | действ.   | 2                            | —                                   | 30 — 60              | —         | 60                                  | —                                        |
| 34 | Трушены — улица Каля Ешилор — пл. Кантемира — проспект Штефана чел Маре — ул. Тигина — ул. Бухарестская — ул. Чуфля (обратно по пр. Штефана чел Маре) | действ.   | 6                            | 6:32 — 21:30                        | 28 — 60              | 31,5      | 101                                 | 18,7                                     |
| 35 | Улица Александри - пл. Халиппа — Хынчештское шоссе — ул. Яловенская — (Дурлешты) ул. Димо — ул. Картуша — ул. Александру чел Бун — ул. Штефан Водэ — Завод «Аским» — ул. Тудора Владимиреску (Дурлешты) — ул. Василе Лупу — ул. Конституции — ул. Иона Крянгэ — ул. Белинского — ул. Василе Лупу — ул. Константина Стере — ул. Щусева — ул. Бухарестская — ул. Василе Александри (кольцевой маршрут) | действ.   | 4                            | 6:08 — 21:46                        | 15 — 30              | 18,6      | 75                                  | 14,9                                     |
| 36 | Пр. Штефана чел Маре (магазин «Unic») — ул. Василе Александри — Хынчештское шоссе — ул. Александру чел Бун — Яловены (обратно Хычештское шоссе — ул. Миорица — ул. Асаки — Измаильская ул.) | действ.   | 5                            | 5:47 — 22:37                        | 15 — 40              | 25,0      | 90                                  | 16,7                                     |
| 37 | Пр. Негруцци — пр. Штефана чел Маре (обратно по пр. Кантемира) — ул. Измаильская — Северный автовокзал — ул. Заводская — Бубуечь | действ.   | 3                            | 6:07 — 21:31                        | 23 — 35              | 21,1      | 76                                  | 16,7                                     |
| 38 | ул. Алба Юлия — ул. Л. Деляну — ул. Н. Костин — ул. И. Пеливан — пр. Алба Юлия — ул. Крянгэ — пл. Кантемира — пр. Штефана чел Маре — (обратно ул. Колумна) — ул. М. Витязул — ул. Албишоара — бул. Ю. Гагарина — Мунчештское шоссе — ул. Буребиста (обратно по бул. Дачия — бул. Дечебал) | действ    | 10                           | 6:02 — 22:07                        | 15 — 20              | 34        | 135                                 |                                          |

Другие маршруты троллейбуса, ныне не функционирующие:
- Маршрут № 88. Назначался всего на 2 дня в году (8 и 9 июля 2006, в ходе ремонтных работ, проводившихся на улице Пан Халиппа). Был отменён.
- Маршрут «К» (Студенческая улица — Киевская улица (нынешняя улица 31 августа 1989)). Работал в 1970-е годы.
- Маршрут «S» (Завод ЖБИ-4 — Киевская улица (нынешняя улица 31 августа 1989)). Работал в середине 1990-х годов.

## Оплата

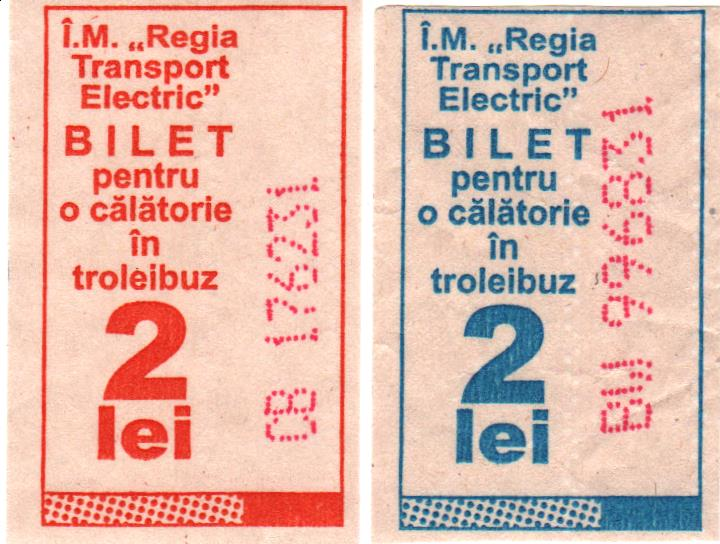
Билеты на одну поездку в троллейбусе, дизайн 2019 г.

В советское время проезд стоил сначала 4 копейки, потом 5. До 2001 г. цена проезда в троллейбусе составляла 50 бань. С 1 сентября 2001 г. стоимость повысилась до 75 бань, а с 1 августа 2006 г. — до 1 лея. 1 октября 2009 г. цена билета была повышена до 2 леев. До лета 2022 года цена оставалась неизменной при экономически обоснованном тарифе 3,21 лея за одну поездку.
1 июля 2019 г. были введены билеты нового образца с изменённым дизайном, изготовленные с применением технологий повышенной степени защиты. Новый образец троллейбусного билета размером 29×47 мм изготовлен из газетной бумаги серого оттенка и содержит отпечатанные радужные элементы для предотвращения подделки. Цель инициативы по введению новых билетов, по сообщению «RTEC», состоит в том, чтобы избежать убытков из-за торговли поддельными проездными документами.
Для следующих категорий пассажиров предоставляется право на бесплатный проезд в транспорте:
- местные избранники
- сотрудники полиции
- сотрудники пограничных служб
- сотрудники и военные из органов защиты государства
- дети до семи лет
- члены народного хозяйства в муниципии Кишинёв
- граждане Молдовы, награждённые Орденом Республики, орденом «Слава» трёх степеней, Герои Советского Союза, Герои Социалистического Труда
- ветераны войны
- доноры крови (на постоянной основе)
- почётные граждане муниципия Кишинёв
- жертвы политических репрессий
- сотрудники национального инспектората по экологии
- сотрудники Министерства Внутренних Дел
- работники Троллейбусного Управления

За 2019 г. совершено 15,9 млн бесплатных поездок льготными пассажирами.
Также действует система проездных билетов сроком на 1 месяц, включающая:
- проездной для учеников/студентов из социально-уязвимых семей — 50 леев
- проездной для учеников/студентов — 70 леев
- проездной для физических лиц — 180 леев
- проездной для экономических агентов — 320 леев.

Имеются также проездные билеты сроком на 15 дней стоимостью 100 леев.
В 2019 г. из общего числа поездок большая часть — 129,7 млн. — совершены с покупкой билета, из них 97,2 — на основе абонемента. В 2019 г. было продано порядка 12000 абонементов, число ежедневных поездок с проездными билетами составило 89000.
Штраф за неуплату билета в общественном транспорте составляет 50 леев.
Оплата проезда производится наличными кондуктору после входа в троллейбус. Оплатить проезд необходимо в течение одной остановки. До 2000 года проезд оплачивался водителю троллейбуса, после чего полученный билет было необходимо отметить в компостере. В 2012 году планировалось ввести электронную систему оплаты проезда. По состоянию на 2020 году электронная система введена не была. За то в 2021 году её ввели. В троллейбусах так же находятся кондукторы, но уже с аппаратами для оплаты. 15 февраля 2022 года были установлены современные валидаторы для оплаты картой во всех троллейбусах 30 маршрута, который идет до аэропорта.
С 1 июля 2022 года, оплата за проезд увеличена с 2 до 6 леев в одну сторону. Данное повышение цен городские власти объяснили кризисом и ростом цен на топливо и электроэнергию.

## Перспективы развития

### Открытие троллейбусных маршрутов
- На современной карте троллейбусных маршрутов Кишинёва[55] указывается возможное продление троллейбусной сети от Старой Почты до посёлков Ставчены и Криково. По состоянию на сентябрь 2018 г. запущен троллейбусный маршрут в Ставчены. Запуск троллейбусного маршрута в Криково планируется не раньше 2020 г.
- Планировалось также в 2013 году продление троллейбусных маршрутов № 13, № 23 и № 24 по проспекту Мирча чел Бэтрын (который, в свою очередь, планировали продлить до улицы Буковиней) до торгового комплекса Megapolis Mall. Этот план не был осуществлён, так как продление проспекта Мирча чел Бэтрын было остановлено из-за нехватки средств в городском бюджете. По состоянию на конец 2017 года данный план так и не осуществлен. В конце 2019 г. был отремонтирован участок пешеходной аллеи вдоль данной улицы, вновь озвучивались планы по её продлению.
- В начале 2015 года высказывалась идея о возможной закупке 5 автономных троллейбусов, которые будут курсировать по маршруту Центр -Аэропорт. Троллейбусы начинают движение от театра «Ликурич», а затем едут в сторону Ботаники по Проспекту Дачия. По словам начальника УЭГК (Управление электротранспорта города Кишинёв) Георгия Моргоча, данный маршрут появился в 2017 году. План реализован по состоянию на 2017 г., по маршруту курсируют 5 троллейбусов с АХ.
- В начале 2016 года высказывалась идея о возможной закупке 10 автономных троллейбусов, которые будут курсировать по маршруту Кишинев — Яловены. Троллейбусы будут начинать движение от кинотеатра «Гаудеамус», а затем ехать в сторону Tелецентра по Хынчештскому шоссе. По словам начальника УЭГК Георгия Моргоча, данный маршрут появится к 2018 году. Данная идея частично реализована в феврале 2019 г., на маршруте работают 5 троллейбусов с АХ.
- В начале 2016 года высказывалась идея о возможной закупке 12 автономных троллейбусов, которые будут курсировать по маршруту Кишинев — Крикова. Троллейбусы будут начинать движение от театра «Ликурич», а затем ехать в сторону Рышкановки по Оргеевскому Шоссе. По словам начальника УЭГК Георгия Моргоча, данный маршрут появится к 2018 году. Из-за пандемии COVID-19, этот план не реализован. Тем не менее, в конце 2019 г. проводилась пробная обкатка троллейбусов в различные пригороды Кишинева, в том числе и в Крикова.

### Запуск электробусов
В середине мая 2018 г. в Кишинёв был доставлен электробус производства «Белкоммунмаш» модели БКМ-43300D для работы в тестовом режиме сроком на 1 месяц. 18 мая примэрия Кишинёва провела презентацию первого в столице электробуса. Мероприятие состоялось на территории троллейбусного парка № 1, обслуживавшего ТС. Был запущен маршрут «Е» (от слова «experimental» — экспериментальный) от парка «Алунелул» до железнодорожного вокзала. Маршрут проходил по улицам Каля Ешилор, бульвар Штефан чел Маре, бульвар К. Негруции, бульвар Ю. Гагарина. Длина маршрута составила 6,6 км.
На конечной остановке "Parcul «Alunelul» была построена станция для подзарядки аккумуляторов. Заряда батарей транспортного средства хватает на 15 километров, а полная зарядка производится за 10 минут.
Вместимость транспортного средства составляет 168 человек. Стоимость одной единицы транспорта — 202 тыс. евро. Помимо автономного хода электробус оборудован также кондиционером в кабине водителя, системой пожаротушения и видеонаблюдения, возможностью записи и хранения информации.
25 июня 2018 г. электробус был доставлен обратно на завод-изготовитель. Планы по дальнейшей закупке единиц транспорта и их совместной молдо-белорусской сборки были приостановлены.

### Запуск туристического троллейбуса
Решение о запуске туристического троллейбуса было принято в 2014 г. по договорённости между примэрией Кишинёва и Туристическим агентством Республики Молдова в честь 55-летия туризма в Молдове. 27 августа 2014 г. в Сквере Европы состоялся запуск троллейбуса с дизайном достопримечательностей города. В салоне находились также два экскурсовода, повествовавших об истории Кишинёва и его памятниках архитектуры на английском и румынском языке. Было сделано 3 рейса с бесплатным проездом для пассажиров. По планам, в дальнейшем экскурсии должны были стоить 5-10 леев, однако с тех пор туристический троллейбус в рейсы не выходил, был переделан обратно в пассажирский с инвентарным номером 1317.
Попытка реализовать идею о запуске экскурсионного троллейбуса была предпринята также в мае 2019 г. Было заключено соглашение между Национальной ассоциации въездного туризма Молдовы и Управлением электротранспорта Кишинёва об организации бесплатных троллейбусных туров. Троллейбусы должны были ездить по двум маршрутам. Экскурсии планировалось организовывать по субботам и воскресениям. Длительность туров должна составлять 1,5-2 часа. Троллейбусы с гидом в салоне должны были отправляться из Аэропорта и путешествовать по маршруту с памятниками архитектуры и другими туристическими направлениями. Затраты должны были состоять из потребляемой энергии и заработных плат водителей троллейбусов.
Данная идея потеряла актуальность в августе 2019 г. По словам исполнительного директора «ANTRIM» Натальи Цуркану, проект не может быть реализован, потому что Кишинёвский муниципальный совет не смог изучить и утвердить тариф на предоставление этой услуги. По состоянию на 2020 г. данный проект не реализован. За то в 2021 году проект официально открыли, обслуживает его троллейбус под номером 3923.

### Создание полос для общественного транспорта
Согласно планам ноября 2018 г., на трёх улицах (бульвар Штефана чел Маре, ул. Пушкина и ул. Митрополит Бэнулеску-Бодони) должны появиться выделенные полосы для общественного транспорта.
7 мая 2020 г. была нанесена разметка на ул. Пушкина, обустроены антипарковочные столбики по бокам проезжей части. После установки знаков 5,42 («Полоса, зарезервированная для дорожных ТС») и 3,31 («Остановка запрещена») водителям автомобилей запрещено въезжать на данную полосу, в то же время по ней могут двигаться мотоциклисты, велосипедисты и общественный транспорт.
По мнению вице-мэра Кишинёва Виктора Киронды, данная практика способствует не только увеличению средней скорости общественного транспорта до 16-20 км/ч, но и соблюдению графиков движения. Планируется поэтапно до конца июня обустроить полосы и на других улицах центральной части города.

## Факты
- В 2016 году общественный транспорт города планировалось оборудовать GPS-передатчиками[67]. Это смогли сделать в 2019 году, для работы потребовалось добавление Молдовы в приложение EasyWay.

## Скандал с белорусскими троллейбусами

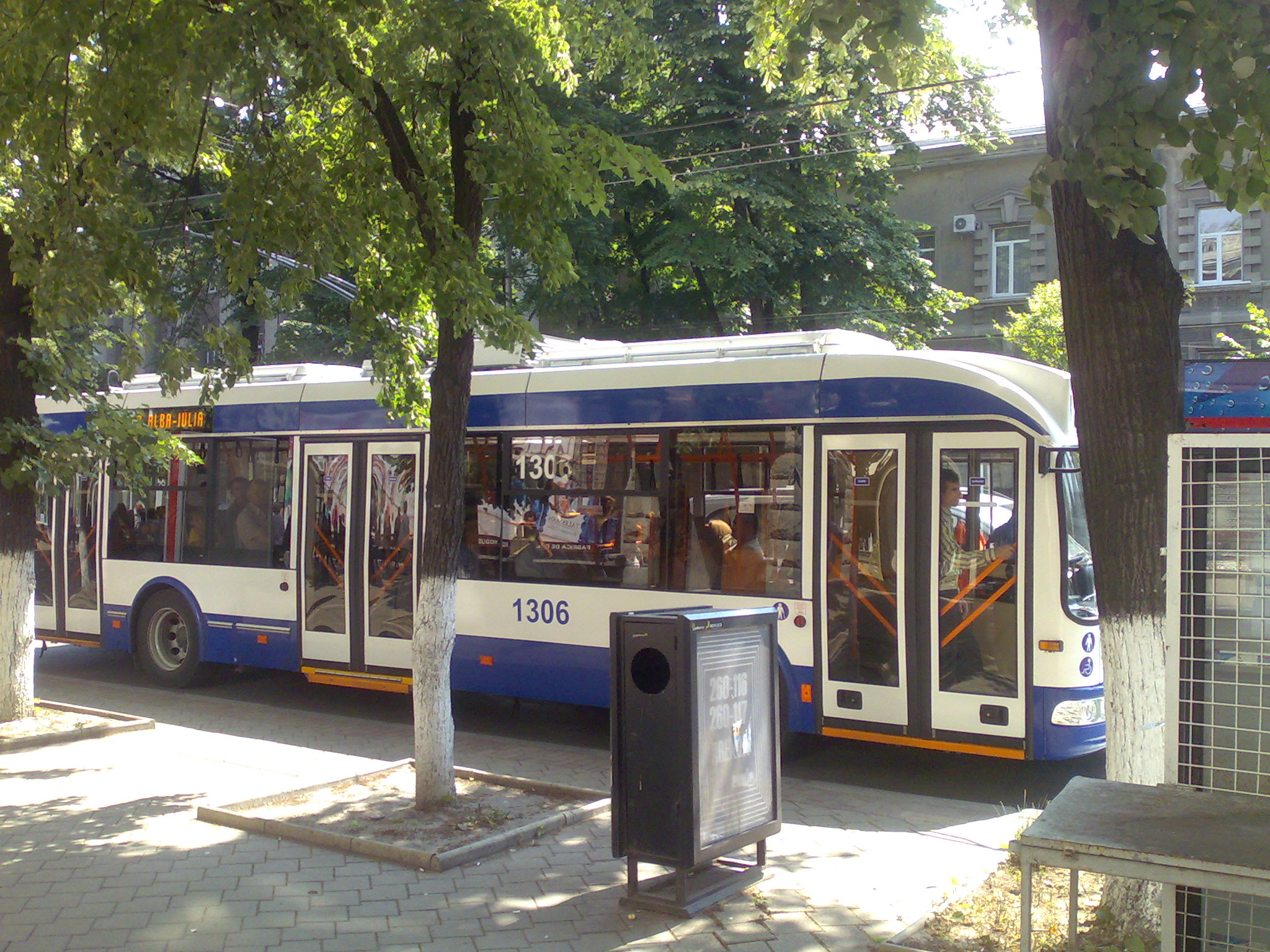
Троллейбус БКМ-32102 на площади рядом с центральным парком города.

На 2011 год троллейбусный парк Кишинёва практически не обновлялся со времён СССР, его основу составляли устаревшие троллейбусы ЗиУ-9. У 250 троллейбусов завершился срок эксплуатации. 19 мая 2011 года были поставлены 25 троллейбусов, 16 из которых практически сразу же после начала эксплуатации вышли из строя и потребовали ремонта. В прессе и ряде интернет-ресурсов появились сообщения о том, что «Белкоммунмаш» поставил в Кишинев троллейбусы, уже побывавшие в эксплуатации. Представители предприятия «Белкоммунмаш», которые занимаются сервисным обслуживанием своих машин, заявили, что причиной выхода из строя стало отсутствие опыта эксплуатации современных троллейбусов у молдавских специалистов, а также плохое качество дорожного покрытия.
Журналисты агентства «Пульс» сообщили, что на самом деле в Кишинёв поступили бракованные и недоработанные троллейбусы. Более того, по их данным, некоторое время назад 4 троллейбуса БКМ-32102 уже покупались Кишинёвом и показали себя в негативном свете, часто выходя из строя и требуя ремонта (наиболее частыми поломками были выход из строя компрессоров и центрального редуктора). Ни один из этих троллейбусов не доработал свой срок эксплуатации. Было заявлено также, что запасные части этих троллейбусов производятся в Германии и сервисное обслуживание по истечении срока гарантии будет обходиться городу достаточно дорого. Тем не менее, власти города настояли на покупке именно белорусских троллейбусов.
В прессу якобы попали документы, из которых выяснились подробности движения денежных средств, на которые закупались белорусские троллейбусы. По этим данным, средства шли не напрямую в Белоруссию, они изначально перечислялись на счёт румынской фирмы-посредника Carpat Belaz Service SRL, юридический адрес которой расположен в столице Румынии Бухаресте. Сколько средств из 10 миллионов евро, перечисленных за троллейбусы, должно достаться посреднику, пока остаётся не выясненным.
Тем не менее, эта информация была официально опровергнута представителями «Белкоммунмаша», заявивших, что это — предвыборная агитация против проправительственного кандидата в мэры города. Как сообщили представители компании, предприятие произвело более тысячи троллейбусов модели БКМ-32102, что говорит о том, что при и производстве применяются отработанные технологии и о том, что сборка данной модели является серийной. Троллейбусы данной модели, по словам представителей «Белкоммунмаша», успешно эксплуатируются в Белоруссии, а также за её пределами (Российская Федерация и Сербия).
Также «Белкоммунмаш» утверждает, что все троллейбусы, которые поставляются в Кишинёв, были изготовлены в феврале и марте 2011 года и удовлетворяют всем техническим запросам городских властей Кишинёва. Предприятие также потребовало от всех СМИ опубликовать официальное опровержение порочащих его репутацию сведений, заявив, что будет, в случае невыполнения этих требований, судиться с изданиями, опубликовавшими скандальные материалы. Похожее заявление было сделано и компанией Carpat Belaz Service SRL. На белорусском новостном портале действительно было опубликовано опровержение. В Молдове опровержение не публиковалось.